# Muraille Servienne
Vous lisez un « article de qualité » labellisé en 2023.
Pour les articles homonymes, voir Servien.
La muraille Servienne ou mur Servien (en latin Murus Servii Tullii, « mur de Servius Tullius ») ou encore muraille républicaine est une enceinte défensive élevée à partir du VIe siècle av. J.-C. autour des sept collines de Rome et protégeant la ville antique. Elle est lentement abandonnée à partir du début de l'Empire romain.
Elle porte le nom du sixième roi légendaire de Rome, sous le règne duquel en aurait été édifiée la plus grande partie, mais elle est presque intégralement reconstruite au IVe siècle av. J.-C. après le sac de Rome par les Gaulois en 390 av. J.-C. Son tracé est, au XXIe siècle, largement reconstitué, mais des incertitudes voire des lacunes demeurent à ce sujet, notamment au niveau du Capitole, du Cælius et du forum Boarium. La muraille Servienne mesure de 3,6 à 4 m de large, environ 10 m de haut, pour un périmètre estimé de 11 km ; le dispositif défensif qu'elle constitue est complété, au moins localement, par un agger adossé à la face interne de la courtine et par un fossé creusé à l'extérieur ; elle comporte au moins seize portes identifiées, sinon localisées. Régulièrement entretenue jusqu'au début du Ier siècle av. J.-C., elle perd son rôle défensif et disparaît peu à peu du paysage urbain lorsque la ville s'étend sous l'Empire mais surtout lorsqu'une enceinte plus vaste est édifiée sous le règne d'Aurélien, entre 271 et 275, pour faire face aux menaces d'attaques lors des grandes invasions.
La fonction défensive de l'enceinte est indéniable : au fil de ses reconstructions et réparations, son architecture est adaptée à l'évolution des méthodes de combat et de siège. Elle a aussi un rôle sacré puisqu'elle délimite le pomerium de la ville à quelques nuances près, au moins au moment de sa construction. Enfin, par son développement et son caractère monumental, elle témoigne de la puissance et de l'unité de Rome.
Des vestiges de cette enceinte sont toujours visibles au XXIe siècle, et notamment dans sa partie nord, du Capitole à l'Esquilin ; ils remontent, pour la plupart, à la reconstruction républicaine. Le plus spectaculaire d'entre eux est un pan de courtine long de 94 m devant l'entrée principale de la gare de Rome-Termini — cette section figure dans la liste des monuments nationaux italiens publiée en 1902 — mais d'autres passent plus inaperçus.

## Contexte géographique et historique

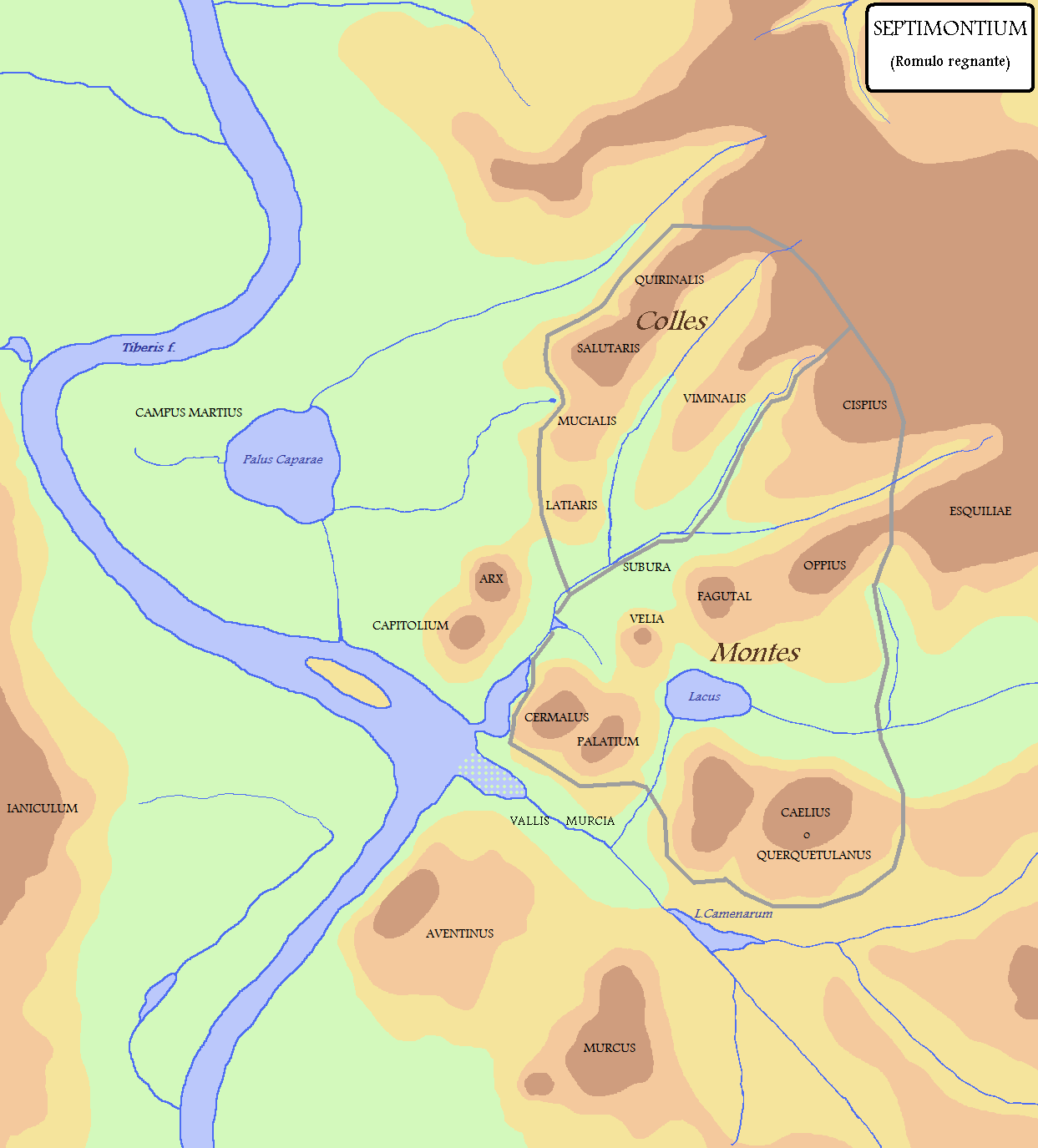
Les sept collines de Rome.

Le site sur lequel se construit Rome est caractérisé par un ensemble de collines de tuf volcanique formé après transformation des éjectas issus des éruptions des monts Albains. Leur sommet plat et leurs pentes abruptes créent autant de zones fortifiées individuellement et séparées par des cours d'eau et des gorges. L'altitude de ces collines, entre 46 et 69 m, les met à l'abri des inondations du Tibre qui envahissent régulièrement, dans l'Antiquité, les vallées se trouvant à leurs pieds et qui, même en-dehors de ces épisodes, restent marécageuses.
| Image externe |                                                       |
|               | Carte hydrogéologique de Rome sur isprambiente.gov.it |

Aucun peuplement paléolithique n'est, selon l'état des connaissances au début du XXIe siècle, attesté sur le site même des sept collines de Rome : les restes de l'Homme de Saccopastore (Homme de Néandertal vivant il y a environ 250 000 ans) ont été découverts dans la partie nord-est de la ville moderne. Sur l'Aventin, une occupation humaine qui a commencé à l'âge du bronze final est interrompue au VIe siècle av. J.-C. par la construction de la muraille Servienne. À l'âge du fer, des populations occupent le Capitole, le Palatin, le Quirinal et la Velia, alors qu'une nécropole commune est installée sur l'Esquilin en remplacement de celle auparavant implantée dans la vallée, au niveau du futur forum, ce qui consacre l'unité de la « ville » d'une superficie d'environ 150 ha.
Une première enceinte, la Roma quadrata, dont le périmètre, voire l'existence, reste débattu en l'absence de vestiges probants,, semble être édifiée vers la seconde moitié du VIIIe siècle av. J.-C. autour du Palatin, la plus importante et le plus stratégique des collines, et trois fois reconstruite jusqu'au VIe siècle av. J.-C..
La situation évolue rapidement à la fin du VIIe siècle av. J.-C. : en quelques décennies, les habitats deviennent plus nombreux et mieux structurés, « la maison remplace la hutte ». L'économie s'organise, profitant pleinement de la proximité du Tibre qui, malgré ses débordements, est une voie privilégiée pour le transport des marchandises. Parallèlement, les monuments publics (temples, sanctuaires) se multiplient et s'embellissent ; ils sont sans doute financés par le surplus des revenus de l'aristocratie locale, générés par l'essor du commerce. Cette classe sociale émergente souhaite ainsi rehausser son prestige en même temps que celui de la ville. C'est dans ce contexte qu'est engagée la construction d'une nouvelle enceinte qui a pour vocation de renfermer l'ensemble des secteurs habités, et même au-delà.

## Dénomination et historique
Si le terme de « muraille Servienne » (ou de « mur Servien ») est retenu dans les publications scientifiques, quelle qu'en soit la langue, et auprès du public pour caractériser l'ensemble du dispositif défensif, il s'agit d'une commodité de langage. Il devrait désigner plus spécifiquement l'enceinte construite sous la Royauté, la terminologie « muraille républicaine » s'appliquant plus spécialement à la reconstruction du IVe siècle av. J.-C.,.
La chronologie de la muraille Servienne peut être assez fidèlement reconstituée, du moins dans les périodes où elle semble présenter une importance pour l'histoire de Rome, même si la phase initiale de sa construction donne périodiquement lieu à des controverses. Les auteurs antiques qui retracent l'histoire de la ville citent ponctuellement la muraille Servienne à l'occasion des événements qu'ils relatent. Ces sources littéraires anciennes, croisées avec l'interprétation des vestiges archéologiques, permettent d'identifier de longues périodes au cours desquelles la muraille ne subit pas de modifications, ou si mineures qu'elles ne sont pas notées, entrecoupées de séquences de réparations, de remaniements, voire de reconstructions plus ou moins complètes.
Quelques repères chronologiques dans l'histoire de la muraille Servienne.
■ Quelques dates de l'histoire du monde romain dans l'Antiquité
■ Histoire architecturale de la muraille Servienne ■ Histoire événementielle de la muraille Servienne
(Les dates avant Jésus-Christ sont mentionnées de manière négative : -100 correspond à 100 av. J.-C.).

### Royauté: construction primitive
L'édification de la muraille Servienne, première enceinte complète autour de Rome, commence probablement pendant la royauté sous le règne du premier roi étrusque, Tarquin l'Ancien entre 616 et 579 av. J.-C. ; elle est manifestement, par son ampleur, la concrétisation d'un projet conçu de longue date. Elle porte toutefois le nom de Servius Tullius, successeur de Tarquin et sixième roi de Rome, qui, selon la tradition, poursuit et achève l'œuvre engagée. Le périmètre protégé ne coïncide pas exactement avec la limite du pomerium ni avec les quatre régions de la Rome Servienne englobant cinq des sept collines de Rome, puisque la muraille englobe aussi le Capitole et l'Aventin qui ne sont alors pas intégrés à ces structures sacrée ou administrative, ce qui double sensiblement la surface de la ville emmurée par rapport aux zones précédemment occupées. Tarquin le Superbe, dernier roi étrusque, fait apporter des modifications non négligeables à cette construction, comme le creusement ou l'agrandissement de fossés, le rehaussement de la courtine et, semble-t-il, l'édification de tours plus nombreuses dans certains secteurs plus particulièrement exposés.

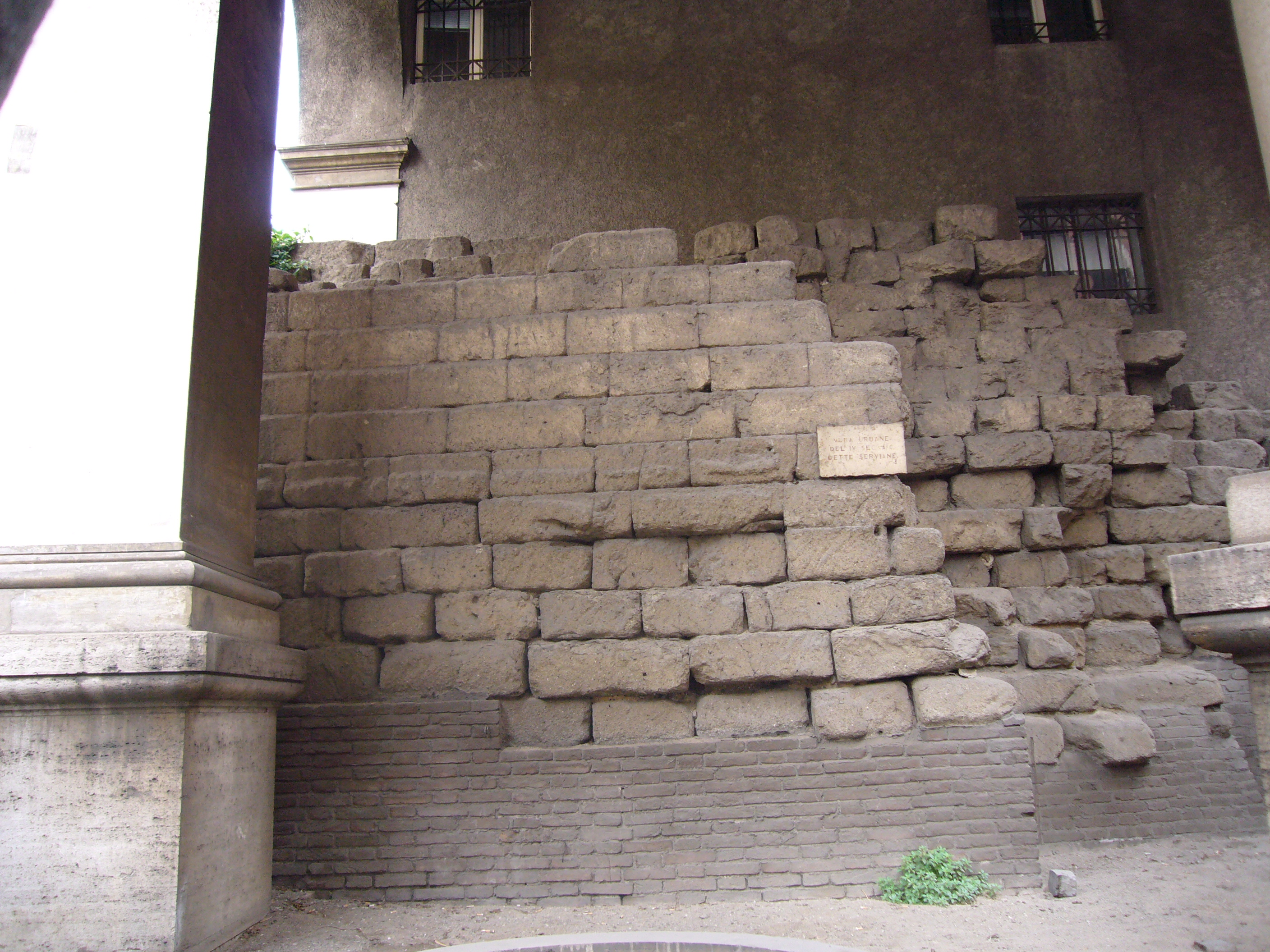
Maçonnerie en cappellaccio (Via Antonio Salandra).

La construction fait appel à des blocs de cappellaccio, tuf volcanique gris extrait de la colline du Palatin et utilisé à l'époque dans plusieurs monuments romains comme le temple de Jupiter capitolin ou le temple des Dioscures,. Sur quelques sites, les fouilles au niveau de la muraille mettent au jour des fragments de poteries datés de la fin du VIe ou du Ve siècle av. J.-C., chronologie compatible avec les écrits des auteurs antiques. Sur l'Esquilin, la répartition des sépultures conforte aussi cette hypothèse de datation : à partir du VIe ou du Ve siècle av. J.-C., les inhumations se trouvent toutes rejetées à l'extérieur de l'espace enclos alors qu'auparavant elles occupent une zone beaucoup plus large, vers l'intérieur du plateau ; une modification importante de l'affectation des terrains a donc lieu à cette époque, et il s'agit vraisemblablement de la mise en place du pomerium qui interdit les inhumations dans son périmètre.
Les sources anciennes et les vestiges attestés suggèrent que cette enceinte a un tracé presque similaire à celui, bien mieux connu, de la muraille républicaine qui la remplace, même si cette hypothèse ne repose pas sur des arguments irréfutables ; cette première enceinte a pu, au moins localement, être démontée et ses blocs remployés dans la suivante après un repérage soigneux du parcours s'il doit être modifié et des travaux de terrassement préparatoires.
Le caractère continu de cette enceinte, englobant l'ensemble de la ville, son architecture en maçonnerie et son antériorité semblent désormais faire consensus dans la communauté scientifique,. Il n'en a pas toujours été ainsi, en grande partie en raison de la rareté des vestiges en place qui peuvent lui être rattachés avec certitude, de leur architecture disparate et de la difficulté d'interprétation des textes des auteurs anciens qui la mentionnent. Ainsi, dans les années 1930, Gösta Säflund défendait l'hypothèse de fortifications individuelles autour de chaque colline, bien qu'aucune trace de mur n'ait jamais été identifiée sur la face des collines tournée vers l'intérieur de la ville et qu'un tel dispositif aurait laissé sans défense les vallées, où se trouve notamment le forum ; vingt ans plus tard, Einar Gjerstad envisageait une fortification partiellement constituée d'une palissade en bois associée à un agger (talus) ; d'autres études, enfin, concluaient que les pans de cappellaccio n'étaient que des restaurations tardives de l'enceinte du IVe siècle av. J.-C.. Toutes ces hypothèses semblent devoir être abandonnées, mais le consensus qui prévaut au XXIe siècle peut toutefois n'être que transitoire car le débat resurgit périodiquement,.

### République: reconstruction et réfections
La fortification, restée en l'état ou en tout cas sans restauration conséquente pendant près de deux siècles, est presque intégralement reconstruite durant la République sans que les raisons fondamentales de cette reconstruction soient bien connues ; il s'agit sans doute d'un renforcement « physique » des défenses de la ville, mais c'est aussi une démonstration de la capacité des dirigeants à mobiliser la population autour d'un projet de travaux publics d'envergure. Les opérations commencent peu de temps après le sac de Rome de 390 av. J.-C. par les Gaulois. Selon Tite-Live, un tributum est imposé en 378 av. J.-C. pour financer la reconstruction dont les chantiers sont mis en adjudication par les censeurs Spurius Servilius Priscus Structus et Quintus Cloelius Siculus,, mais rien n'indique de manière certaine la date à laquelle l'ouvrage se termine ; vers 360 av. J.-C. en tout cas, un nouvel assaut échoue face aux défenses de la ville, qui semblent à nouveau opérationnelles,.

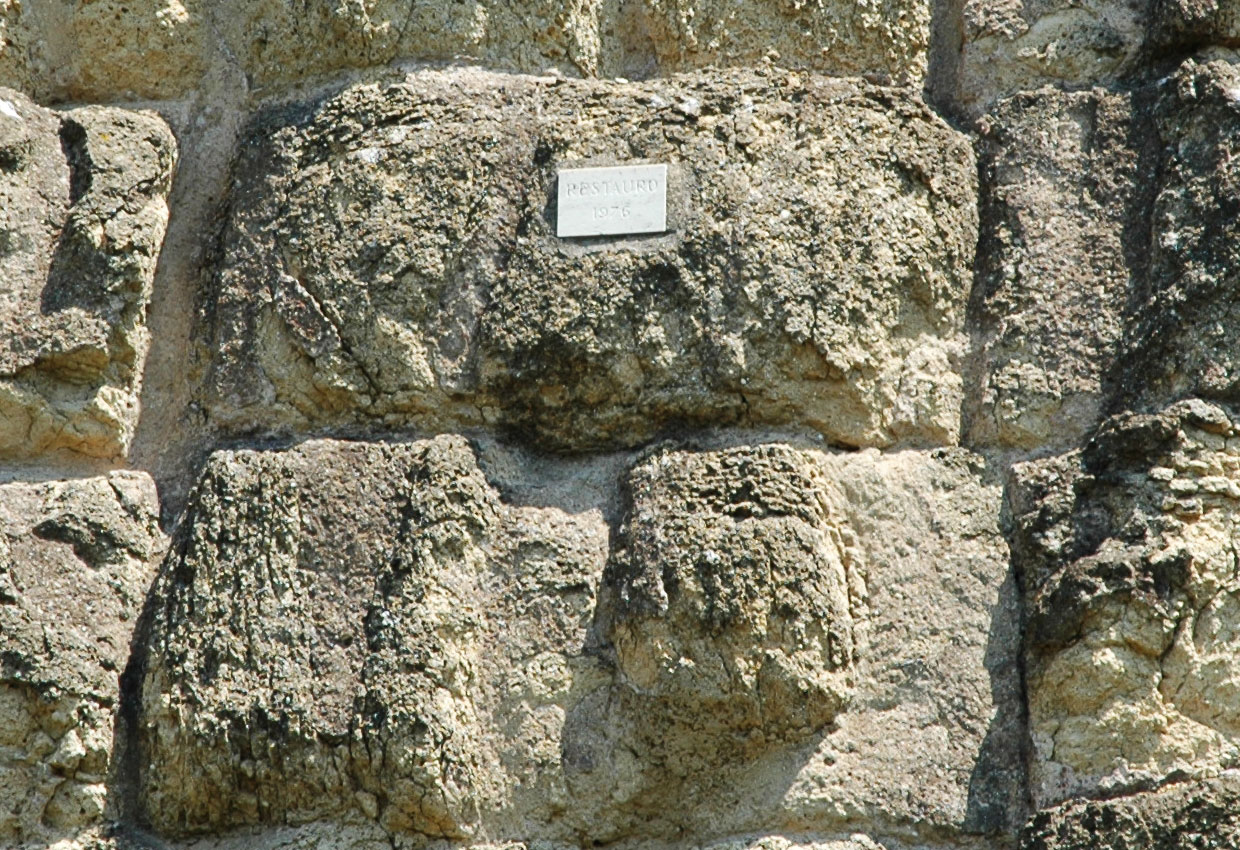
Maçonnerie en tuf de Grotta oscura (gare de Rome-Termini).

Le mur est cette fois construit avec de grands blocs de tuf volcanique de Grotta oscura, extraits d'une carrière proche de Véies, territoire sous le contrôle de Rome depuis 396 av. J.-C.,. Cette carrière se trouve à une vingtaine de kilomètres seulement au nord du centre de Rome, la pierre est facile à extraire — les Romains ont sans doute profité d'un site déjà en exploitation par les Véiens et dont ils n'avaient plus qu'à reprendre la gestion — et elle est un peu plus résistante que le cappellaccio bien qu'elle se travaille facilement et qu'elle présente les caractéristiques générales de faible densité et de sensibilité aux agressions atmosphériques des tufs volcaniques. La recherche esthétique, si elle est sans doute prise en compte dans le choix du matériau, n'est cependant pas prédominante, et la muraille est loin d'avoir l'aspect que donneront aux monuments romains le marbre et le travertin utilisés plus tard.
Des fouilles réalisées sur l'Aventin semblent montrer la succession des deux phases de construction : enceinte d'origine en cappellaccio surmontée de la reprise en tuf volcanique de Véies. Cette chronologie est la plus communément admise par la communauté scientifique même si certains auteurs, comme Rodolfo Lanciani dès 1876, défendent l'idée de deux murs distincts, contemporains mais construits dans des matériaux différents, ou encore d'une restauration tardive de la muraille en tuf de Grotta oscura avec des blocs de remploi en cappellaccio. Quoi qu'il en soit, l'enceinte reconstruite est conçue pour mieux résister aux catapultes et aux balistes des assaillants ; une même évolution architecturale est d'ailleurs observée dans d'autres villes étrusques.
Le périmètre protégé, de 365 à 467 ha selon les sources et les modes de calcul,, fait ainsi de Rome l'une des plus grandes cités fortifiées du bassin méditerranéen, le record semblant être détenu par Athènes et Le Pirée avec 585 ha. Le nombre de personnes ayant travaillé sur l'édification de cette enceinte est estimé à plus de 8 500 si le travail s'est fait sur une seule année avec huit mois d'activité effective, ou une main-d'œuvre deux fois moindre si la construction s'est étalée sur deux ans ; ce ne sont que des hypothèses car les indications manquent pour estimer la durée du chantier. En outre, rien n'est connu du statut des ouvriers participant à la construction : esclaves, prisonniers de guerre, affranchis ou salariés ni, pour cette dernière catégorie, de leur mode de rétribution. Il n'est pas exclu que les architectes du projet, et peut-être une partie de la main d'œuvre, soient originaires de la région de Syracuse comme le pense Säflund, bien que le savoir-faire des Romains en la matière soit attesté bien avant le chantier des fortifications de Syracuse.

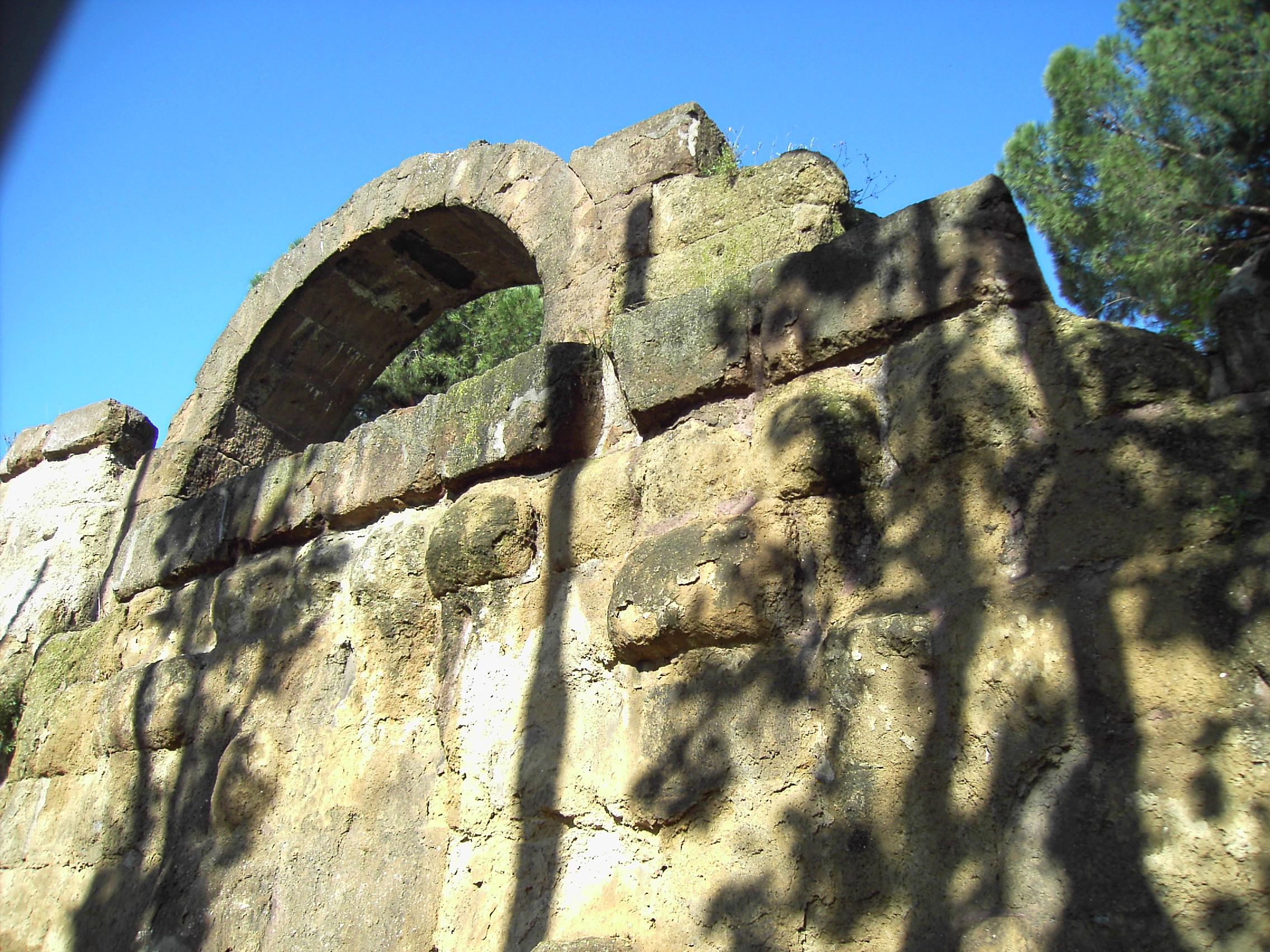
Arche défensive près de la porte Raudusculane.

Schéma d'une baliste romaine.

Des réfections de l'enceinte sont effectuées en 353 et 217 av. J.-C.. Lors de la deuxième guerre punique, en 211 av. J.-C., Hannibal s'approche de Rome mais se retire sans tenter d'assaillir la cité : la muraille Servienne réparée l'année précédente — la courtine et les tours ont été renforcées même si aucune trace de ces réparations ne subsiste sur le terrain — et les troupes qui la défendent, suffisamment dissuasives pour protéger la ville, sont parmi les raisons qui le font renoncer selon les historiens antiques,,.
Lors de la première guerre civile entre Marius et Sylla (88 et 87 av. J.-C.), Caius Marius s'empare de Rome en partie en raison du mauvais état de l'enceinte. La muraille Servienne est donc l'objet de réparations juste avant la bataille de la porte Colline qui met fin à la seconde guerre civile entre Marius et Sylla (83 et 82 av. J.-C.). La courtine est réparée avec des blocs de tuf volcanique d'origine différente de ceux utilisés jusqu'alors, dans une maçonnerie d'aspect moins soigné mais plus solide car les pierres sont cette fois liées au mortier (opus caementicium) ; des plateformes pouvant accueillir des balistes sont aménagées dans la partie supérieure de la courtine,. Bien que commençant à se délabrer, le mur est encore en place à la fin de la République et au début de l'Empire, mais son rôle défensif n'est plus aussi capital : à cette époque, Rome a déjà commencé à s'étendre au-delà des limites de la muraille Servienne et des habitations commencent dès lors à prendre appui sur la muraille, comme dans le secteur de l'église Santa Sabina.

### Haut-Empire: abandon progressif
Le mur perd sa raison d'être au moment où Rome devient bien protégée par l'expansion constante de sa puissance militaire, à la fin de la République et durant l'Empire dont les premiers temps inaugurent une période de paix. Il est partiellement abattu par un tremblement de terre en 15 apr. J.-C. et Néron en fait démolir un tronçon en 68, année de son triomphe, peu de temps avant sa mort. Comme la ville continue de grandir et prospérer, elle est pour l'essentiel ouverte et sans remparts durant les trois premiers siècles de notre ère. Les anciens faubourgs sont progressivement intégrés à la ville et la muraille Servienne ne constitue plus dès lors la limite administrative de Rome, mais elle est conservée comme une sorte de « fossile sacré ». Joël Le Gall suggère qu'elle a pu servir de limite d'octroi sous le Haut-Empire comme en témoignerait la présence d'espaces d'échanges commerciaux à certaines de ses portes. En outre, les postes des vigiles urbains pour la police nocturne de Rome et la lutte contre les incendies continuent à être installés à ses portes.

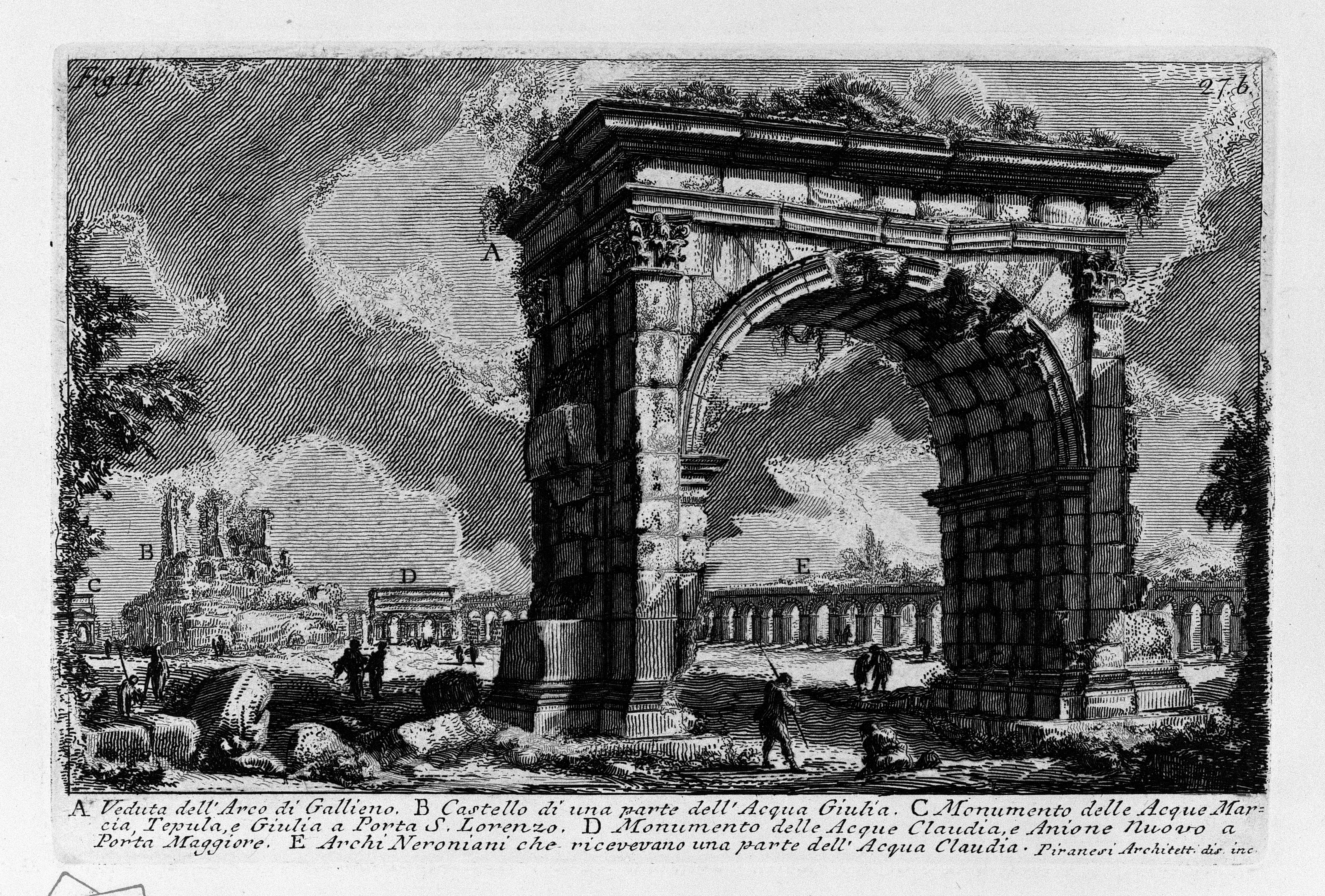
Arc de Gallien (Piranèse, 1756).

Auguste procède bien à la restauration de plusieurs portes, mais il s'agit d'une opération de prestige et l'organisation augustéenne de Rome par régions ne tient que très partiellement compte de la présence de la muraille dans le nouveau découpage administratif : quatre régions sont entièrement comprises dans le périmètre de l'enceinte, sept sont coupées par la muraille et trois en sont totalement exclues. Les portes restaurées peuvent d'ailleurs avoir servi de repères topographiques, davantage comme points architecturaux remarquables que comme éléments structurants d'un ensemble fortifié, pour calculer les distances à partir de Rome, mais cette proposition ne fait pas l'unanimité. La modification des portes se poursuit aux siècles suivants, quelques-unes d'entre elles étant transformées en arcs de triomphe à la gloire de certains empereurs comme l'arc de Gallien.
Des blocs de tuf provenant de la courtine démantelée sont certainement réutilisés dans d'autres constructions, le glacis et le remblai sont par endroits aménagés en jardins, comme les jardins de Mécène dans un secteur qui est longtemps dévolu à une nécropole, pour la partie située hors-les-murs puis urbanisé vers 40 av. J.-C.. De nombreux toponymes cités par Varron gardent sans doute la mémoire de l'ancienne zone dégagée en-dehors de la muraille sous le nom de « campus » (champ, rase campagne). Pour sa part, Denys d'Halicarnasse note qu'en bien des endroits, la muraille disparaît sous les habitations auxquelles elle est intégrée, et il compare Rome à une Athènes « un peu plus grande »,. Une schola (siège d'un collegium), est construite à l'emplacement du fossé remblayé sur l'Esquilin. Si la muraille Servienne a pour l'essentiel disparu du paysage urbain, le terme « murus » continue à être employé dans les textes de cette époque. Certains édifices proches de l'enceinte sont délibérément construits parallèlement ou perpendiculairement à celle-ci comme les thermes de Trajan, l'auditorium de Mécène ou le cirque Flaminius.

### Bas-Empire: construction du mur d'Aurélien

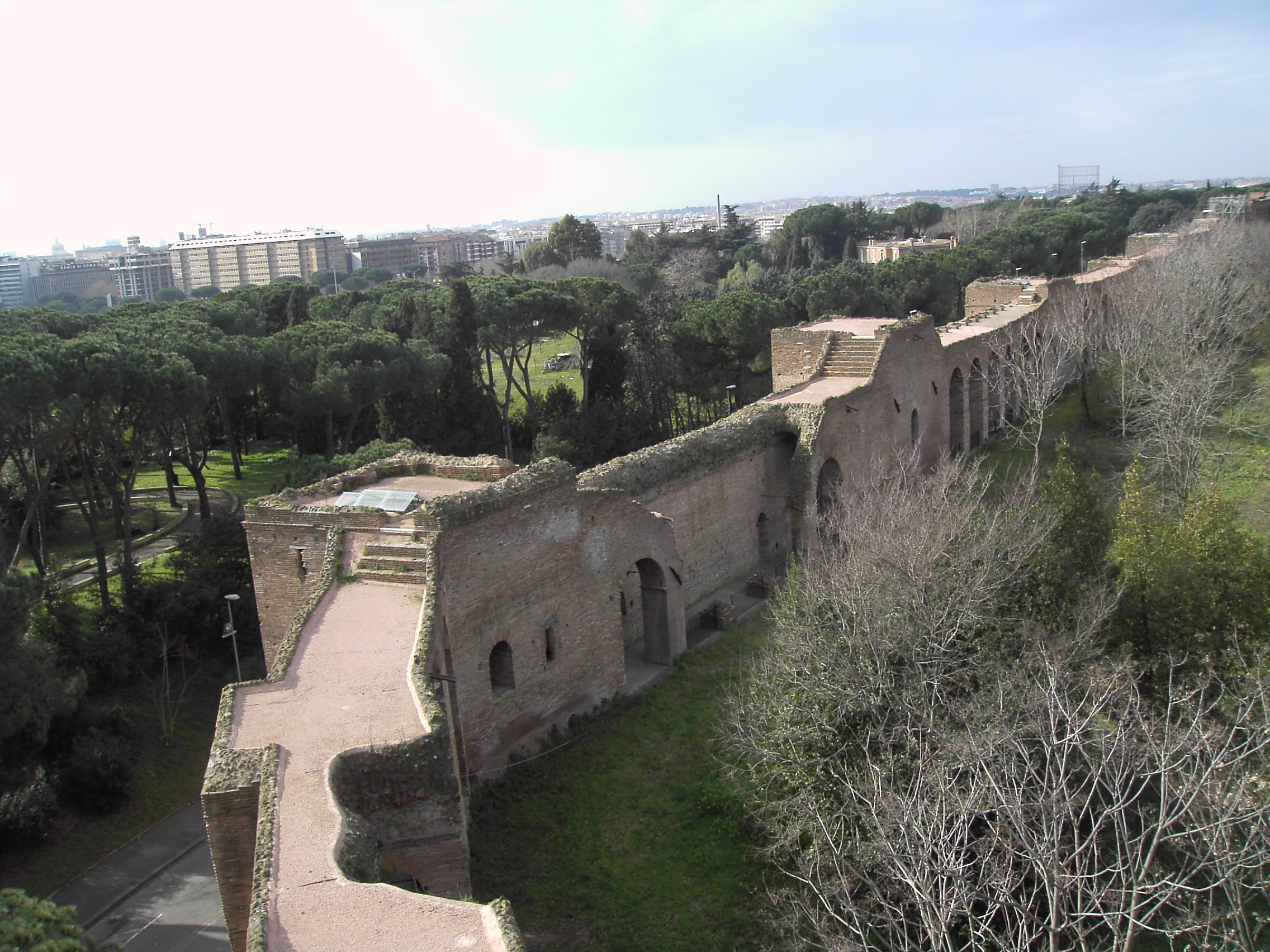
Portion du mur d'Aurélien.

Lorsque la ville est menacée par des attaques lors des grandes invasions au IIIe siècle, l'empereur Aurélien décide de construire, entre 271 et 275, le mur qui porte son nom, une enceinte d'un périmètre beaucoup plus important que la muraille Servienne,. Cette dernière, devenue discrète dans la ville, conditionne pourtant le plan du mur d'Aurélien : les voies que sa création a engendrées sont conservées dans le nouveau schéma urbanistique et franchissent les portes impériales dans le prolongement des portes républicaines qui subsistent pour la plupart.
Bien qu'elle ait marqué de son empreinte la construction du tissu urbain, le souvenir de la muraille Servienne en tant qu'entité « physique » se perd progressivement, au fil des siècles, dans la mémoire des Romains, et les portes préservées sont considérées comme des monuments isolés sans lien entre eux. Au VIe siècle en effet, Zosime parle du mur d'Aurélien comme de la première muraille jamais construite autour de Rome : « il [Aurélien] dote alors Rome, qui jusque là en était privée, d'un mur d'enceinte »,.

## Tracé

### Dispositions générales
Il est impossible de restituer en intégralité le tracé de la muraille Servienne : sur certaines sections, les seuls vestiges connus sont distants de 3,5 km.
- tronçon attesté
- tronçon restitué

Tracé général de l'enceinte :

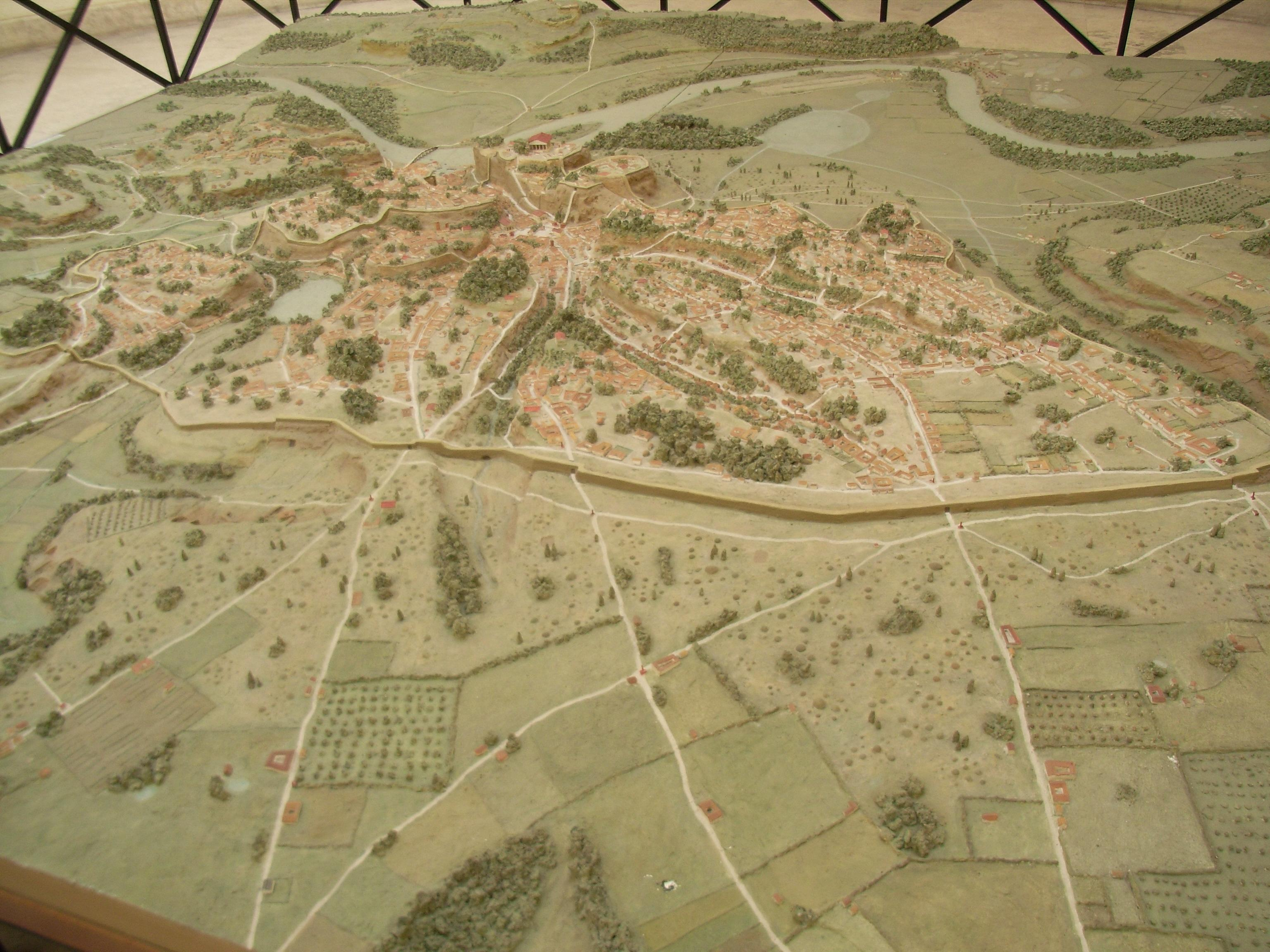
Maquette de la Rome antique au temps des derniers rois de Rome et au début de la République romaine (Musée de la Civilisation romaine).

Plusieurs tronçons sont irrémédiablement détruits lors des phases d'urbanisation de Rome à la fin du XIXe siècle ; d'autres sont certainement encore présents, intégrés à des constructions plus récentes et donc inaccessibles ; d'autres, enfin, existent toujours et sont visibles mais sont si transformés qu'il est difficile d'imaginer qu'ils aient pu appartenir à la muraille. Les propositions de restitution se basent donc sur les vestiges attestés encore identifiables ; pour les secteurs où ils font défaut, historiens et archéologues suggèrent le tracé le plus « logique » à leurs yeux ; enfin, pour certaines parties, lorsque les vestiges font totalement défaut ou que leur présence donne lieu à des interprétations contradictoires, seules des hypothèses parfois opposées peuvent être formulées.
L'enceinte, longue d'environ 11 km et qui affecte sensiblement la forme d'un haricot dont le Capitole représenterait le hile, enferme une surface de 365 à 467 hectares qui est loin d'être entièrement urbanisée au moment de son édification. Cette réserve foncière sert en réalité à abriter les populations environnantes en cas d'attaque de la ville autant qu'à anticiper une extension des surfaces bâties,. La muraille prend appui sur les sept collines de Rome dont les reliefs sont mis à profit comme défense naturelle : l'enceinte emprunte alors la ligne de rupture de pente de ces collines de manière à bénéficier, côté extérieur, d'une importante et brutale déclivité décourageant les assauts ; là où c'est nécessaire, le flanc de la colline est retaillé pour accentuer la pente à l'approche de la muraille de ce côté. À l'inverse, côté intérieur, le sol est remblayé à l'aplomb du mur lorsque le besoin s'en fait sentir, de manière à obtenir une surface régulière et plane facilitant la circulation des gardes.
Des secteurs importants pour Rome, Trastevere, Emporium et Champ de Mars, sont exclus du périmètre de l'enceinte : les activités commerciales ou militaires qui s'y tiennent ne sont sans doute pas jugées compatibles avec l'image de la ville. A contrario, d'autres zones comme les collines de l'Aventin et du Capitole, qui sont comprises dans la muraille, ne sont intégrées au pomerium qu'à partir de sa redéfinition par Claude,.
La muraille est construite sur des terrains vierges de toute occupation antérieure, exception faite d'un secteur de l'Aventin où une activité humaine remonte au VIe siècle av. J.-C..

### Secteurs mal documentés
- A (Kiepert, Hülsen)
- B (von Gerkan)
- C (Lanciani)
- D (von Bunsen)
- E (Piganiol)

Hypothèses de tracé sur le forum Boarium :

La présence de plusieurs murs en tuf de Grotta oscura parallèles, à des niveaux différents sur la pente occidentale du Capitole, interroge : il peut s'agir de vestiges de la muraille Servienne, contemporains ou non, ou bien l'un de ces murs peut être totalement étranger à l'enceinte.

Hypothèses de tracé sur le Cælius. En noir la proposition de Colini.

La manière dont la muraille franchit le Cælius n'est pas connue avec précision et plusieurs propositions ont été faites à ce sujet. Certaines d'entre elles remettent en cause le principe d'une enceinte bâtie sur le ligne de rupture de pente de la colline — la muraille courait en bas de la pente du Cælius — ainsi que l'assimilation de l'arc de Dolabella et Silanus à la porte Caelimontane, faite par Antonio Maria Colini en 1944 et généralement reconnue depuis mais sans preuve archéologique véritable.
L'incertitude demeure aussi sur le tracé exact de l'enceinte entre l'Aventin et le Capitole, dans la traversée du forum Boarium. Diverses hypothèses sont envisagées : enceinte ouverte au niveau du fleuve qui constituerait une défense naturelle jugée suffisante (Heinrich Kiepert et Christian Hülsen), enceinte fermée n'englobant pas le forum (Armin von Gerkan), enceinte fermée proche du fleuve englobant la totalité du forum (Rodolfo Lanciani) ou une partie de celui-ci avec plusieurs tracés possibles (Christian von Bunsen, André Piganiol). Ces dernières propositions, que semblent confirmer les études les plus récentes, sont les plus solides, sans pour autant être décisives car elles sont basées sur des vestiges épars et souvent sortis de leur contexte stratigraphique. L'incertitude peut également provenir de l'interprétation des sources anciennes et d'une possible modification du tracé entre le mur de Tarquin et la reconstruction républicaine,. La localisation des portes Carmentale et Flumentana (sans doute la plus proche du fleuve, ce qui lui a donné son nom) n'est pas connue.

## Description

### Courtine

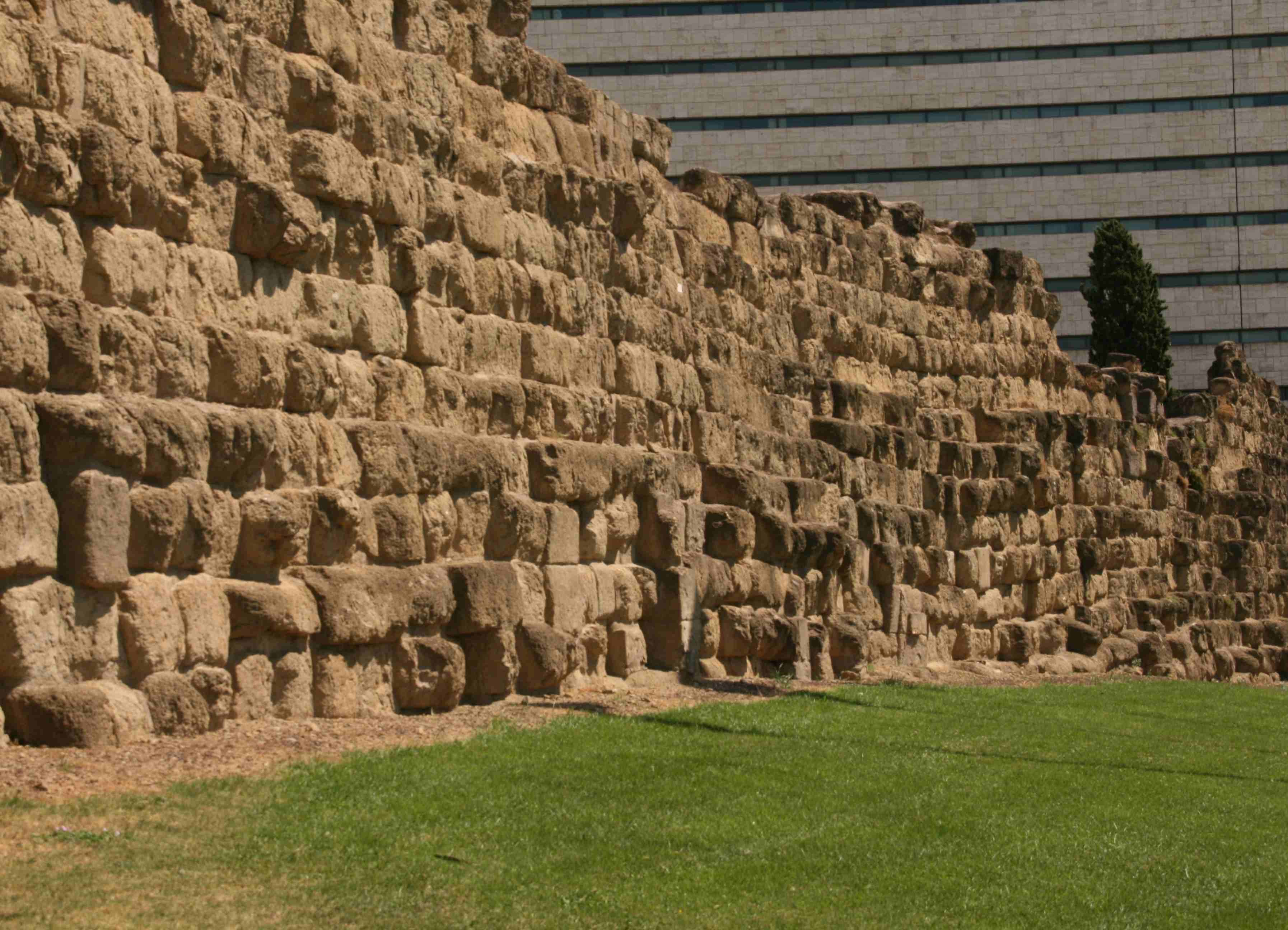
Face interne de la courtine près de la gare de Termini.

Le mur est parfois large de plus de 4 m pour une hauteur atteignant 10 m et ses fondations pouvant descendre jusqu'à 3 m ; ces dernières, là où elles ont pu être observées, sont réalisées en blocs de tuf tout-venant de forme irrégulière. Son sommet supporte certainement un chemin de ronde protégé par un parapet et/ou un crénelage. Si la face extérieure du mur, exposée aux assaillants, est la plus lisse possible pour prévenir les tentatives d'escalade, la face intérieure, généralement recouverte par un talus, fait l'objet de moins de soins et elle est plus irrégulière.
Quelques assises de la muraille du VIe siècle av. J.-C. subsistent encore. Elles sont composées de blocs de cappellaccio d'un module multiple de 27,2 cm, longueur du pied osco-italique. Trois situations peuvent être rencontrées : assez souvent, les blocs de cette première enceinte, en place ou récupérés et déplacés, servent à la construction d'un mur de soutènement parallèle à la courtine reconstruite ; il arrive aussi que le cappellaccio soit recouvert, lors de la reconstruction républicaine, par le mur en tuf de Grotta oscura ; enfin, plus ponctuellement, ses blocs sont réutilisés lors de réparations tardives de la muraille républicaine. Ces deux dernières utilisations sont parfois difficiles à différencier.
Les vestiges les plus importants appartiennent à l'enceinte reconstruite au IVe siècle av. J.-C. en tuf volcanique de Grotta oscura. Ils montrent, sur une longue section conservée près de la gare de Termini où, sur 94 m de courtine, trois types de maçonnerie très légèrement différents dans leur exécution sont mis en évidence. Plusieurs équipes construisent simultanément le mur, par pans entiers longs d'environ 36 m, les raccords entre les différents chantiers étant visibles ; ce mode opératoire particulier n'apparaît toutefois pas sur d'autres vestiges de l'enceinte. Il y a cependant une réelle unité dans la technique d'édification : les blocs de tuf mesurent tous plus ou moins 59 cm (deux pieds romains) de haut et de large pour une longueur variant de 100 à 180 cm (environ trois à six pieds romains) et sont disposés alternativement en boutisse et en carreau. L'ensemble constitue une maçonnerie en opus quadratum assemblée à joints vifs sans utilisation de mortier,, mais les blocs sont solidarisés par des crampons de fer, de plomb ou de bronze. Ils peuvent être enduits d'un voile de boue argileuse pour faciliter leur glissement lors de leur positionnement. L'utilisation de louves pour leur manutention est possible, sans doute lors de l'extraction ou du transport mais pas à la mise en place qui n'a, semble-t-il, pas nécessité l'emploi de grues.
Des signes gravés sur certains blocs — Säflund relève 94 signes distincts, dont certains présentent plusieurs formes — semblent être des marques de carriers ou de maçons apposées dès le stade de l'extraction et permettant le contrôle de l'avancement et de l'exécution des travaux dans une forme de traçabilité ; il s'agit parfois de caractères grecs archaïques, peut-être liés dans certains cas à une éventuelle origine syracusaine des intervenants, explication très partielle car tous les signes ne correspondent pas à cette typologie et tous ne sont pas apposés à la même période : les plus anciens datent du IVe siècle av. J.-C. et les plus récents sont gravés deux siècles plus tard. Des signes comparables sont d'ailleurs retrouvés sur une dizaine d'autres monuments romains, toujours sur des blocs de tuf de Grotta oscura, laissant supposer que ces marques sont bien liées à l'origine de ces blocs plus qu'à leur emploi.
D'autres types de tuf volcanique, en provenance de Fidènes (tuf rouge à scories noires), de Monteverde et de la vallée de l'Aniene sont ponctuellement utilisés pour effectuer des réparations tardives au moment des guerres civiles de Rome : l'opus quadratum est alors abandonné au profit d'une construction comprenant deux parements soigneusement maçonnés de moellons jointoyés au mortier (opus reticulatum) qui enserrent un blocage de pierres irrégulières (opus caementicium).

### Fossé etagger

Coupe schématique de la muraille.

Outre le mur proprement dit, certaines sections de la structure comportent un fossé extérieur profond, séparé de la courtine par un glacis large d'environ 7 m. Ce fossé remplace probablement l'à-pic du relief naturel lorsque le mur n'est pas construit sur la crête d'une colline. Au-delà du fossé, une couronne reste vierge de toute construction ou végétation pour faciliter la surveillance de la part des défenseurs et contraindre les attaquants à manœuvrer à découvert.

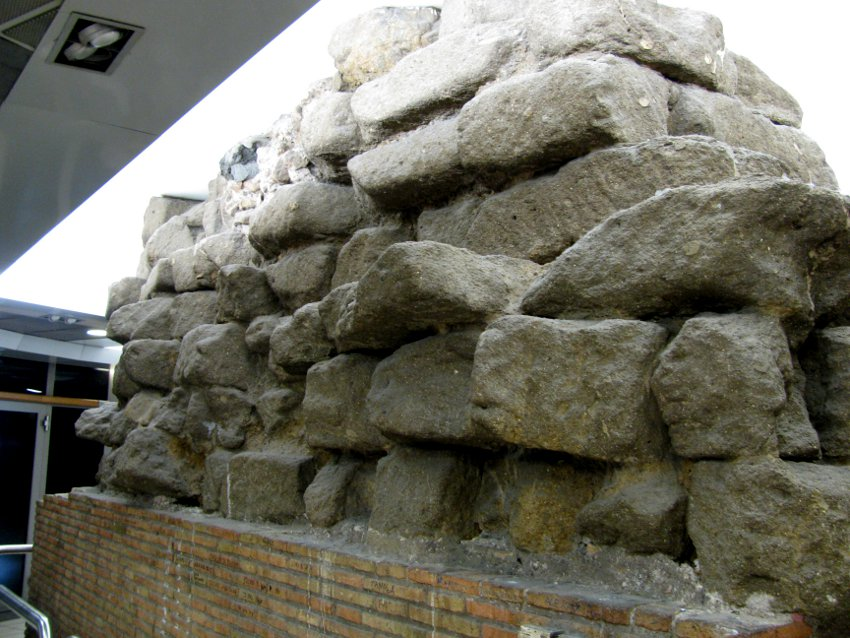
Mur de soutènement (gare de Termini).

Le long de son périmètre nord-est, sur l'Esquilin, le secteur le plus exposé aux assauts en raison de sa topographie, un agger, rampe de terre amassée à l'intérieur de l'enceinte vient contrebuter la courtine : cela élargit le dispositif défensif, renforce la solidité du mur et offre aux défenseurs une base pour se tenir et repousser les attaques. La terre de creusement du fossé est sans doute utilisée, quand c'est possible, pour édifier l'agger. Le remblai est retenu dans sa partie la plus basse par un mur de soutènement en cappellaccio dont les blocs, récupérés et remployés dans la mesure du possible, proviennent de l'enceinte primitive,. Ces blocs constituent parfois, comme c'est le cas à la gare de Termini, le mur archaïque encore en place mais qui, partiellement arasé, a changé de fonction. Un réseau de drainage est mis en place au pied de l'agger pour en absorber les eaux d'infiltration et de ruissellement. Si l'aménagement de cet agger n'a été observé en détail qu'au niveau de l'Esquilin, il n'est pas exclu qu'il soit mis en place sur presque tout le périmètre de l'enceinte sans s'accompagner nécessairement d'un fossé extérieur quand la topographie ne le justifie pas.
Une reconstitution du dispositif défensif entre la porte Colline et la porte Esquiline montre, de l'intérieur vers l'extérieur, l'agger large de 7 à 42 m selon les sites et dont le base est retenue par un mur de soutènement. Viennent ensuite la courtine large de 3 m puis un fossé large de 36 m et profond de 13 m. Le fond de ce fossé est peut-être en eau localement grâce à une nappe phréatique atteinte lors de son creusement,. Ces dimensions sont mentionnées dans des textes de Denys d'Halicarnasse, mais les fouilles donnent pour le fossé une profondeur allant jusqu'à 18 m pour une largeur parfois nettement inférieure à 36 m, traduisant sans doute davantage des réfections successives du dispositif que des erreurs de mesure de Denys qui, en outre, décrivait les vestiges de l'Esquilin et non l'ensemble de la muraille. Des ponts de bois permettent aux voies entrant dans la ville de franchir les fossés.
L'agger semblant être composé de couches de terre successives de l'épaisseur d'un bloc de tuf, il est possible que le mur ait été construit en profitant de ce remblai comme d'une rampe surélevée à chaque nouvelle assise de blocs ajoutée, rien ne montrant l'usage d'engins de levage sur le chantier pour poser les blocs au sommet du mur en construction. La faible densité du tuf volcanique (1,2 à 1,25) rend les blocs assez aisément manipulables.

Principe de construction de la courtine et de l'agger.

### Portes

Portes de la muraille Servienne (localisation attestée ou présumée).

Selon les sources retenues, le nombre de portes percées dans la muraille Servienne varie de 15 à 22, nombre important au regard de la taille de l'enceinte, assez régulièrement réparties sur l'ensemble du périmètre. Certaines d'entre elles ne sont connues que par une référence unique dans un texte antique ; en outre, la même porte peut être dénommée différemment selon les auteurs et le nom des portes, tel qu'il est parvenu jusqu'à l'époque contemporaine, ne correspond certainement pas à leur dénomination initiale, qui reste inconnue,, ce qui complique encore l'inventaire. L'aspect originel de ces portes, peut-être de simples ouvertures dans la courtine éventuellement protégées par des bastions ou des tours, ne peut pas non plus être déterminé, les accès à la ville ayant été modifiés à de nombreuses reprises depuis l'Antiquité.
Le recoupement des sources permet cependant d'attester l'existence de seize portes de la muraille Servienne, sinon de les localiser avec précision. La liste qui suit les dénombre dans le sens horaire depuis le Vélabre, du Capitole au Quirinal vers le nord-est, puis du Viminal jusqu'au Cælius vers le sud, jusqu'à l'Aventin au sud-ouest et enfin vers le forum Boarium vers le nord. Les numéros de cette liste et des légendes d'illustrations renvoient aux repères de la figure « Portes de la muraille Servienne ».
1. La porte Flumentana (Porta Flumentana), dont la localisation est incertaine, se situe peut-être où la Via Aurelia traverse le Tibre et entre dans la Rome républicaine par le pont Æmilius et le forum Boarium[V21 13].
2. La porte Carmentale ou porte de Carmenta (Porta Carmentalis), ou encore Porta Scelerata, est placée au sud-ouest du Capitole, entre cette colline et le Tibre et entre le Champ de Mars et le forum Boarium, avec plusieurs localisations possibles[V21 16].
3. La localisation de la porte Fontinale (Porta Fontinalis) est attestée, par la découverte de ses vestiges probables, au nord du Capitole, là où la Via Lata entre dans la Rome républicaine entre le Champ de Mars et les forums impériaux[P 1]. Géolocalisation : 41,89495, 12,484078.
4. La porte Sanqualis (Porta Sanqualis), entre le Quirinal et les forums impériaux et à proximité de sépultures, est bien documentée dans des publications des années 1930[59] et ses vestiges sont toujours visibles[V21 17]. Géolocalisation : 41,897111, 12,486712.
5. La porte Salutaris ou porte de Salus (Porta Salutaris) se situe sur la collis Salutaris occupée aujourd'hui par le Palais du Quirinal, au bout de l'actuelle Via della Dataria. Elle tire son nom du temple de Salus (aedes Salutis) qui en est proche[P 2]. Géolocalisation : 41,900946, 12,486042.
6. La porte Quirinale ou porte du Quirinal (Porta Quirinalis) est localisée sous la Via delle quattro Fontane. Quelques blocs de cappellaccio peuvent lui appartenir ; ce seraient les vestiges de l'escalier permettant, depuis les pentes très raides du Quirinal, d'accéder à la porte pour entrer en ville[P 3]. Géolocalisation : 41,902381, 12,489884.
7. La porte Colline (Porta Collina), l'une des entrées majeures de la ville[57], est la porte la plus septentrionale, sur le Quirinal, là où la Via Salaria et la Via Nomentana pénètrent dans la Rome républicaine[P 4]. Ses vestiges, bien localisés et reconnus, sont détruits lors de la construction du Palais de l'agriculture entre 1908 et 1914[18]. Elle est le siège de la bataille qui, en 82 av. J.-C., met fin à la seconde guerre civile entre Marius et Sylla[C 7]. Géolocalisation : 41,907324, 12,498579.
8. La porte Viminale ou porte du Viminal (Porta Viminalis) se situe sur la colline du même nom. Ses vestiges sont toujours visibles près de la gare de Termini, à l'extrémité nord-ouest du pan de mur conservé[60]. Géolocalisation : 41,902224, 12,502074.
9. La porte Esquiline (Porta Esquilina), porte la plus orientale, sur l'Esquilin, là où les Viae Labicana, Tiburtina et Praenestina entrent dans la Rome républicaine, devient l'arc de Gallien[C 8]. Géolocalisation : 41,895777, 12,501343.
10. La porte Querquétulane (Porta Querquetulana) sur le Cælius, au sud de la porte Esquiline, près de la basilique des Quatre-Saints-Couronnés, enjambe la Via Tusculana qui mène vers le sud-est d'un côte et vers la vallée du Colisée de l'autre[P 5]. Géolocalisation : 41,887644, 12,499823.
11. La porte Caelimontane (Porta Caelimontana) sur le Cælius, reconstruite sous la République et peut-être déplacée à cette occasion, est vraisemblablement transformée en arc monumental dédié aux consuls Dolabella et Silanus en 10 apr. J.-C.[V21 9] ou les années suivantes. Géolocalisation : 41,884531, 12,494212.
12. La porte Capène (Porta Capena) est située entre le Cælius et l'Aventin, dans l'alignement du Circus Maximus, là où la Via Appia et la Via Latina entrent dans la Rome républicaine. L'Aqua Appia, plus ancien des aqueducs de Rome, prend appui sur cette porte pour pénétrer dans Rome[D 8]. Elle est détruite lors de la restructuration du secteur ordonnée par Caracalla et ses vestiges, non loin de l'église San Gregorio al Celio, sont fouillés au XIXe siècle[C 9],[61]. Géolocalisation : 41,884, 41,884
13. La porte Naevia (Porta Naevia), là où la Via Ardeatina entre dans la Rome républicaine, n'est connue que par de rares sources anciennes (Tite-Live[A 9], Varron[A 10] et les régionnaires de Rome) ainsi qu'une vue d'artiste réalisée en 1820 par Stefano Piale[62].
14. La porte Raudusculane (Porta Raudusculana) sur l'Aventin, où une déviation de la Via Ostiensis entre dans la Rome républicaine, n'est connue que par des mentions antiques[P 2].
15. La porte Lavernale (Porta Lavernalis), citée par Varron[A 10], se trouve certainement dans l'axe de l'actuelle Via del Priorato. L'emplacement d'une porte antique a en effet été identifié dans cette zone dans un passage étroit immédiatement à l'est du Bastione di Sangallo[62].
16. La porte Trigémine (Porta Trigemina), reconstruite sous Auguste mais disparue depuis, peut sans doute être localisée entre le pied de l'Aventin et le Tibre, près de l'église Santa Maria in Cosmedin[63],[64],[V21 18].

Vestiges des portes de la muraille Servienne.
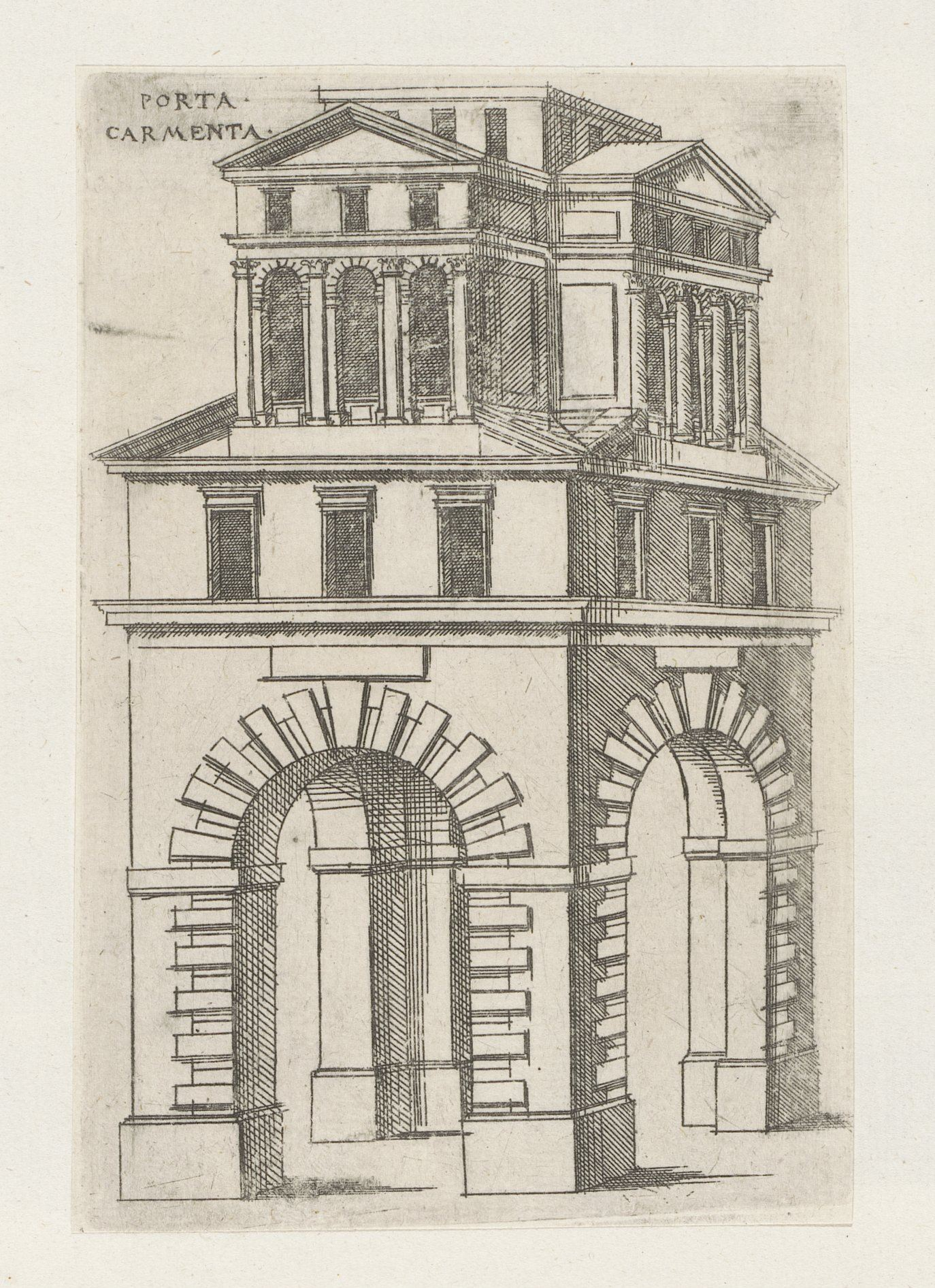
2. Porte Carmentale.
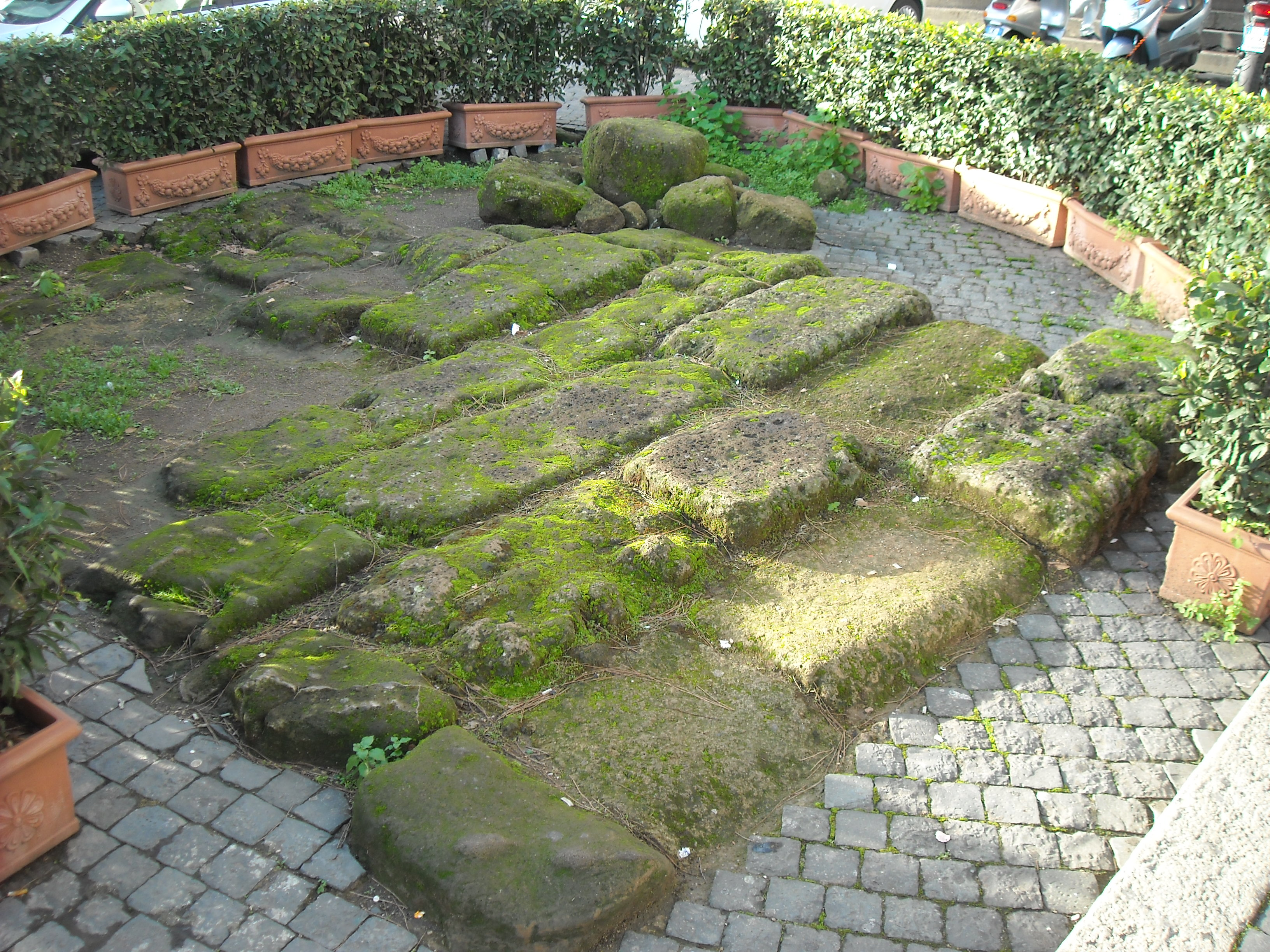
3. Porte Fontinale (vestiges probables).
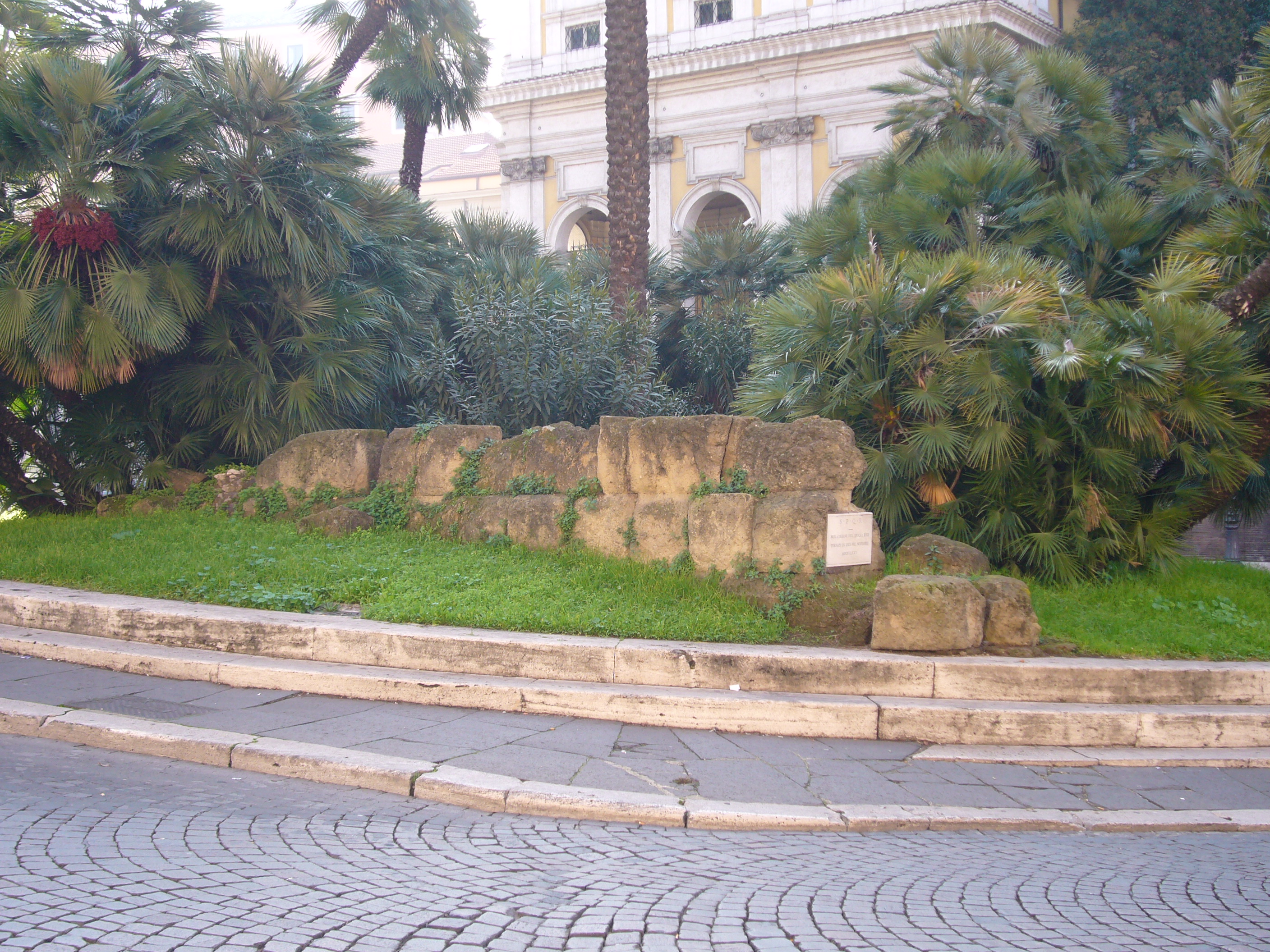
4. Porte Sanqualis.
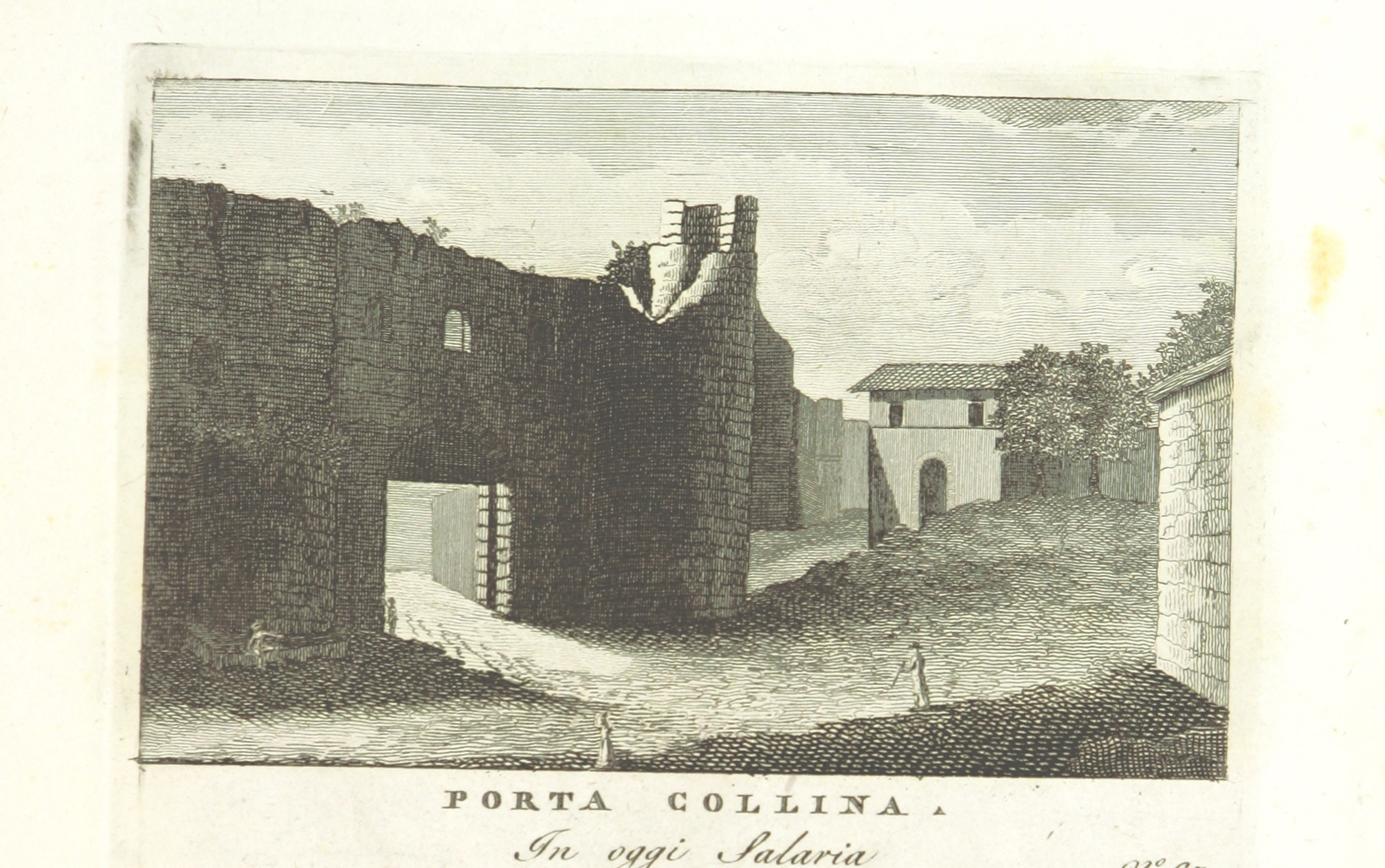
7. Porte Colline.
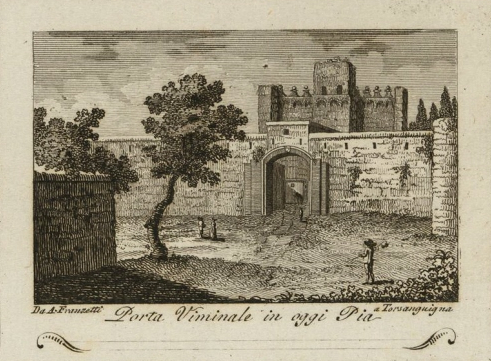
8. Porte Viminale.
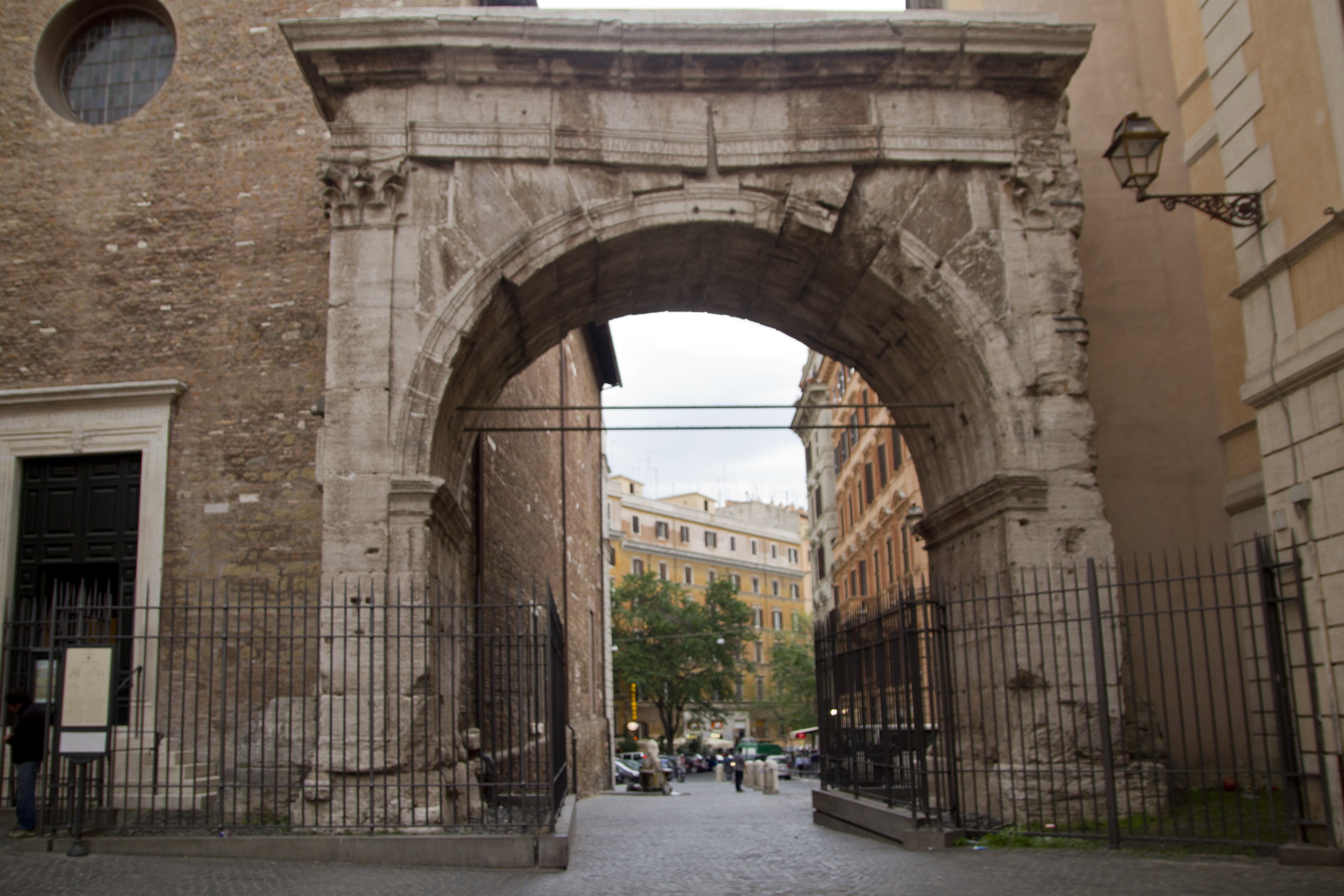
9. Porte Esquiline (arc de Gallien).
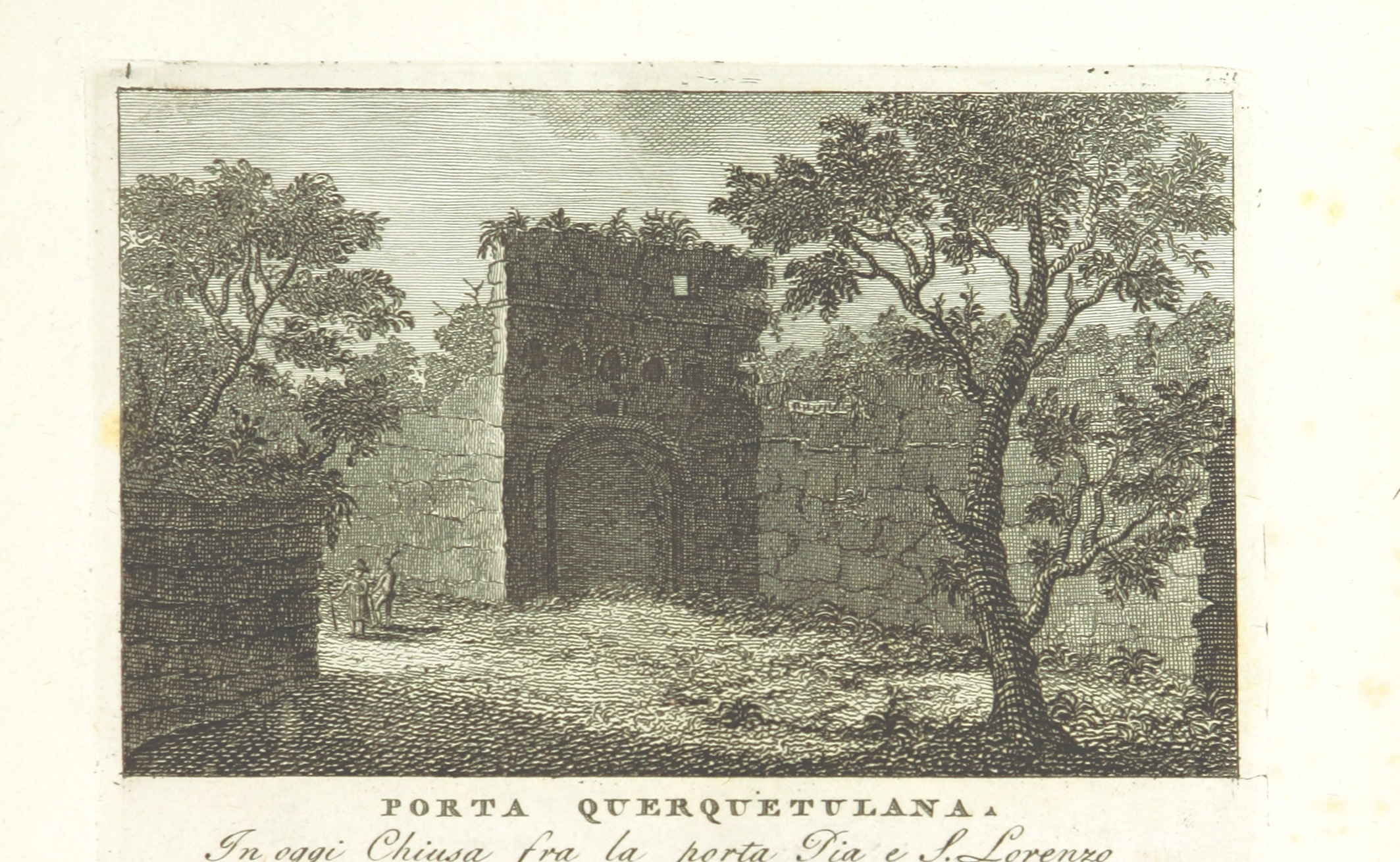
10. Porte Querquétulane.
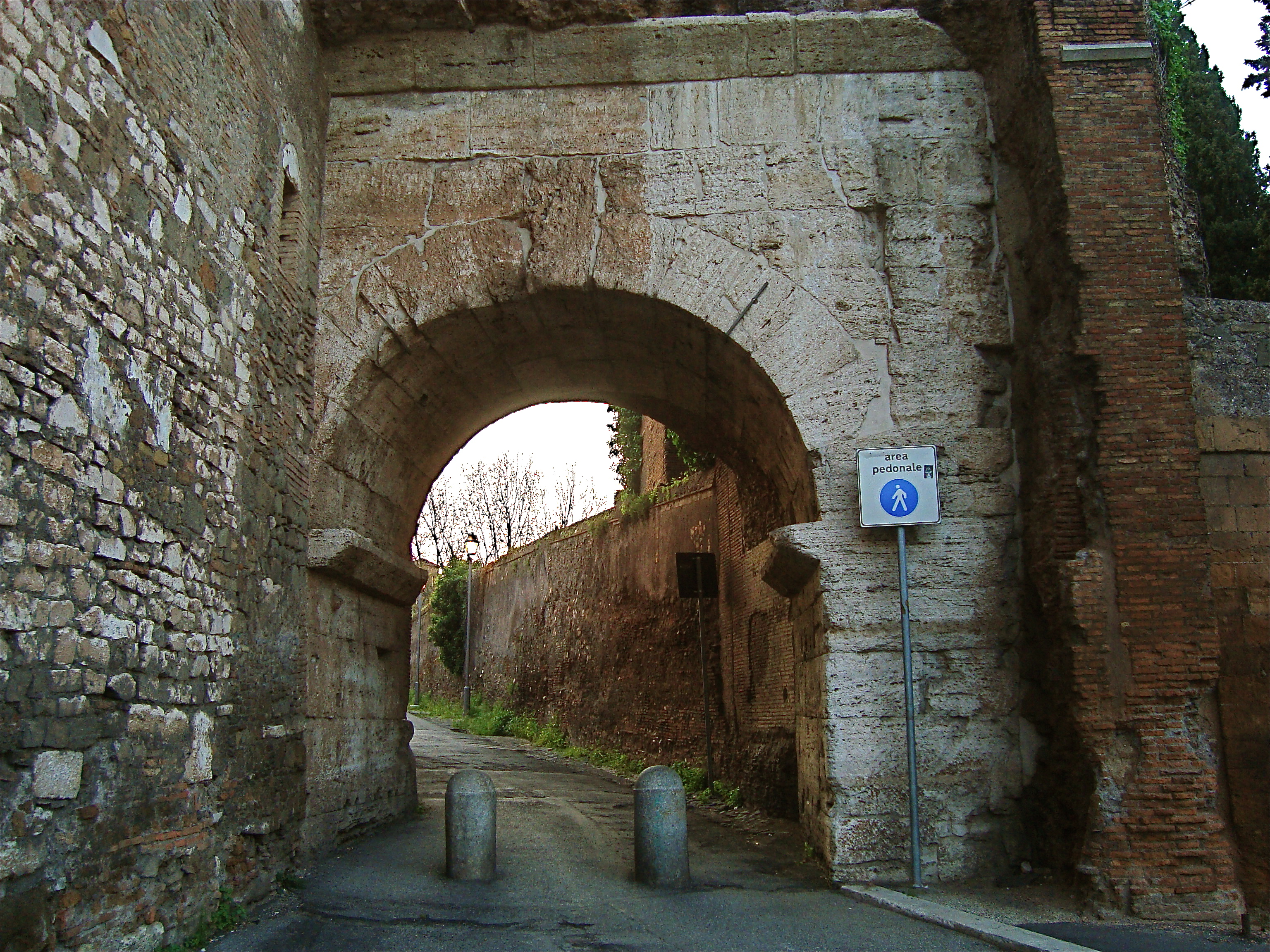
11. Porte Caelimontane (arc de Dolabella et Silanus).
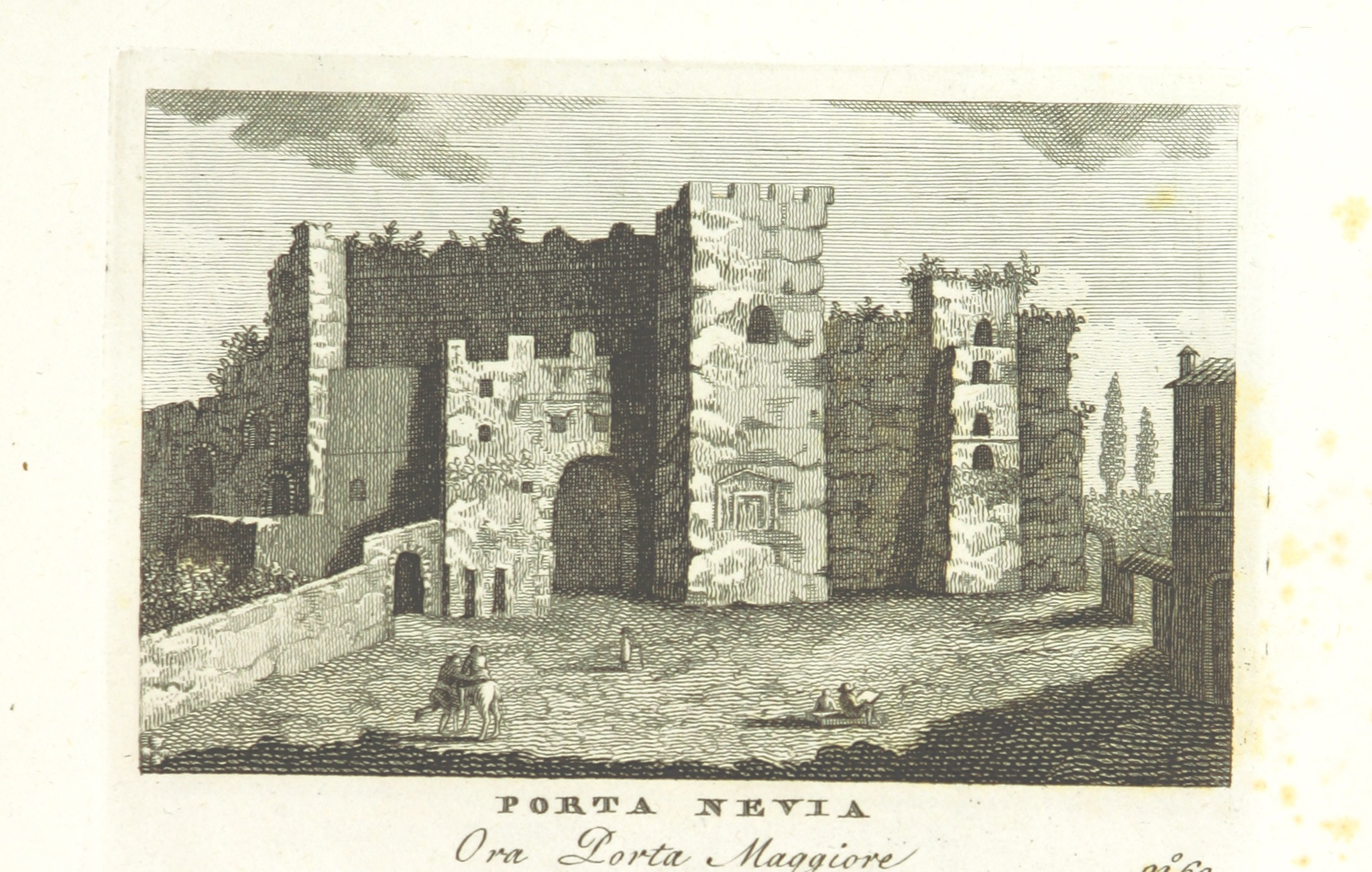
13. Porte Naevia.
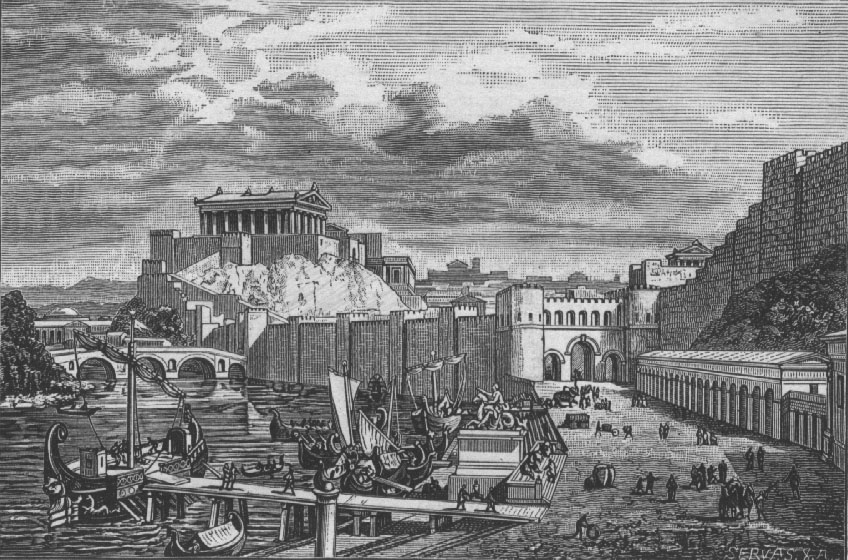
16. Porte Trigémine.

### Tours
Des auteurs anciens comme Denys d'Halicarnasse, Strabon ou Tite-Live mentionnent l'existence de « tours » jalonnant la muraille. Ils font référence à la reconstruction ou à la redistribution de ces tours, désormais plus nombreuses, le long du périmètre de l'enceinte sous l'impulsion de Tarquin le Superbe. Ils ne les décrivent toutefois pas.
Aucun dispositif pouvant être attribué à une tour le long de la courtine n'est, au XXIe siècle, mis clairement en évidence parmi les vestiges de la muraille Servienne qui ont pu subsister. Les tours mentionnées par les auteurs antiques pourraient en définitive être des renforcements structurels ou défensifs au niveau des portes ; à l'appui de cette hypothèse, un massif de maçonnerie pouvant ainsi appartenir à un bastion flanquant la porte Fontinale et deux autres aménagements similaires identifiés de part et d'autre de la Porte Colline.

## Fonctions
La muraille Servienne assure une fonction multiple, militaire, symbolique et rituelle, et son tracé ainsi que ses caractéristiques architecturales s'en ressentent.

### Dispositif militaire
Ses dimensions, tant en largeur qu'en hauteur, son possible renforcement par des tours jalonnant la courtine qui possède un chemin de ronde et sans doute un parapet ou un crénelage, la présence d'un agger, le fait qu'elle s'appuie sur des reliefs naturels témoignent de son caractère défensif même si, au fil des siècles et par défaut d'entretien, elle n'est plus à même de remplir ce rôle. La présence, au moins localement, d'un fossé au-delà duquel s'étend un glacis extérieur et d'un espace vierge de toute construction à son pied côté intérieur, facilitant la circulation des gardes, est d'ailleurs une caractéristique propre à une structure militaire défensive.

### Témoin de la puissance de Rome
Le rôle ostentatoire de l'enceinte, comme témoin du prestige et de la puissance de la ville et de l'unité de ses habitants, ne doit pas être sous-estimé ; ce mur haut de 10 m barrant la partie supérieure des collines, vu depuis les vallées environnantes, est aussi destiné à frapper l'esprit des visiteurs. C'est peut-être une des raisons qui ont conduit à sa reconstruction sous la République ; l'enceinte n'est probablement pas beaucoup plus étendue, mais elle est plus haute, plus imposante, et le matériau qui la compose (tuf jaunâtre plutôt que gris) attire sans doute davantage le regard.
La construction de la muraille, dès Servius Tullius, accompagne aussi une évolution des usages militaires à Rome : la garde de la ville est désormais confiée à des milices publiques qui engagent et responsabilisent collectivement les habitants.

### Limite rituelle et sacrée

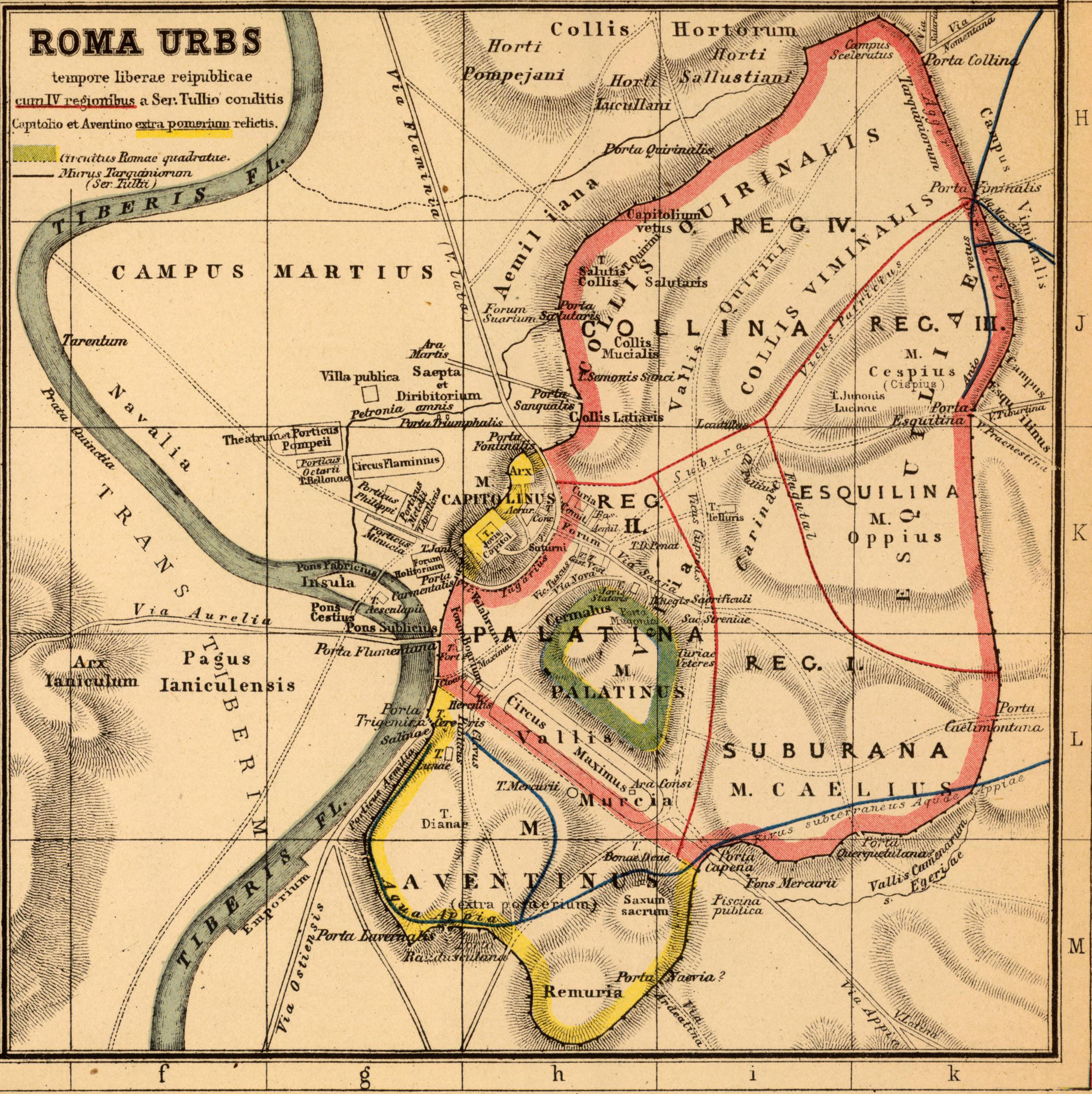
Le pomerium de Rome (en rouge) sous Servius Tullius.

La muraille matérialise également (exception faite du Capitole et de l'Aventin au moment de sa construction) l'espace sacré à l'intérieur duquel se développe la ville, et Tite-Live précise bien que ce pomerium est limité par une muraille libre de toute construction à son pied, à l'extérieur comme à l'intérieur — cet espace intérieur ne fait d'ailleurs pas partie du pomerium, par définition interdit aux activités militaires — : l'emprise du pomerium est définie avant même la construction de l'enceinte selon un rite décrit par Varron. Là encore, et au fur et à mesure que le périmètre du pomerium évolue, ces principes hérités de l'époque étrusque ne sont plus respectés, et des constructions s'appuient, dès le règne d'Auguste, sur la muraille Servienne. Pour faciliter toutefois la circulation des personnes, les portes elles-mêmes ne sont pas sacrées.
L'entrée dans Rome ne peut se faire, bien sûr, que par les portes, pour les personnes qui en ont l'autorisation et sous réserve de respecter des rites et des règles bien établis. Quitter la ville, au contraire, signifie se soustraire à la protection, physique et spirituelle, de l'enceinte. En témoigne le surnom de scelerata donné à la porte Carmentale, au pied du Capitole, par laquelle les Fabiens sortent de la ville en 477 av. J.-C. pour tomber dans une embuscade tendue par les Véiens ; aucun d'entre eux n'en réchappe.

## Mentions anciennes, découvertes archéologiques et études

### Jusqu'au début duXIXesiècle: redécouverte par les sources antiques
Polybe (IIe siècle av. J.-C.), mais aussi Denys d'Halicarnasse, Strabon et Tite-Live (Ier siècle av. J.-C.-Ier siècle apr. J.-C.) fournissent des descriptions de cette enceinte dont ils listent et datent, en outre, les différentes réparations. Les dimensions indiquées par Denys d'Halicarnasse, qui reprend un autre auteur qu'il ne nomme pas, semblent les plus conformes à la réalité. Strabon, pour sa part, décrit l'agger de l'Esquilin comme la partie la plus primitive de l'enceinte, due à Tarquin l'Ancien, alors qu'il s'agit d'une partie d'un ensemble plus vaste.

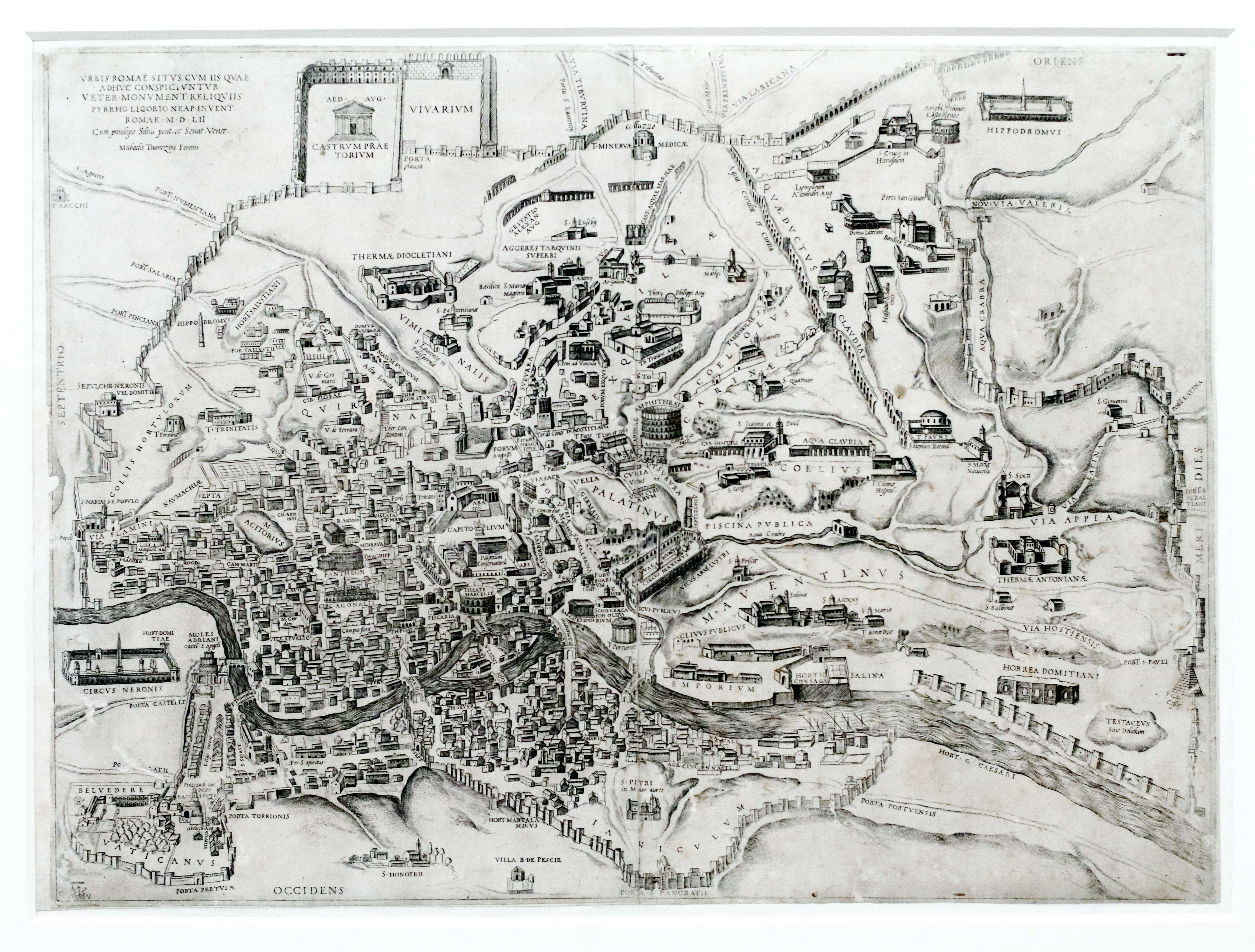
Plan de la Rome antique (Pirro Ligorio, 1561).

Après plus d'un millénaire d'oubli total, c'est au XVe siècle que les vestiges de la muraille Servienne commencent à être cités dans les textes grâce à la relecture des sources antiques et à des recherches ponctuelles sur le terrain : Poggio Bracciolini distingue enceinte archaïque et fortification impériale ; un siècle plus tard, ils sont dessinés sur des vues d'artistes comme celles de Pirro Ligorio. C'est notamment le cas de sa partie septentrionale, près des thermes de Dioclétien sur le Viminal, où il est fait mention de l'agger Tarquini Superbi, preuve que des vestiges de la fortification sont encore visibles, reconnus comme tels et que leur origine historique n'est pas oubliée.
C'est en 1820 que paraît Le Mura di Roma, écrit par l'archéologue Antonio Nibby et illustré par le topographe William Gell ; cet ouvrage est le premier à être intégralement consacré à l'étude des murs de Rome. Nibby s'attache plus spécialement à reprendre l'ensemble des sources antiques et à les confronter aux éléments encore en place pour définir quels pourraient être le tracé et l'histoire des enceintes de Rome, dont la muraille Servienne. Concernant celle-ci, les vestiges archéologiques faisant alors largement défaut car la plupart ne seront découverts que 50 ans plus tard, Nibby expose clairement les limites de son travail,. Une première proposition de plan est toutefois publiée.

### De la fin duXIXesiècleaux années 1930: apport des grands chantiers d'urbanisation

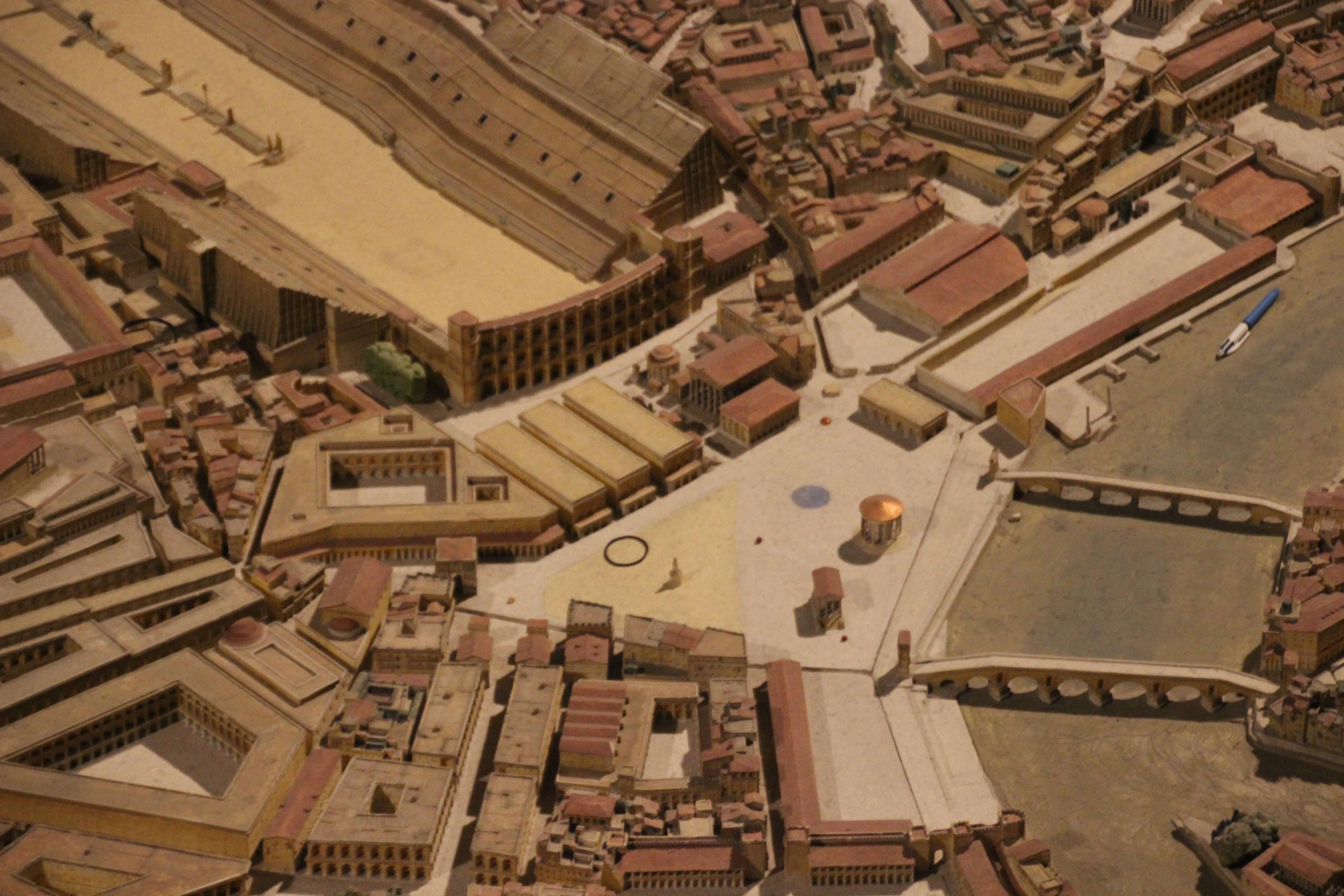
La porte Trigémine tout en haut à droite (plan de Rome de Paul Bigot, maquette de Bruxelles).

Les grands chantiers d'urbanisation de Rome des dernières décennies du XIXe siècle — Rome devient la capitale du royaume d'Italie en 1871 — sont à l'origine de la redécouverte de près de la moitié des vestiges de la muraille Servienne connus au XXIe siècle. Dans le dernier quart du XIXe siècle, Rodolfo Lanciani se fait l'écho de ces découvertes au travers de ses publications dans diverses revues et il entreprend la reconstitution de la Forma Urbis Romae sur laquelle figurent toutes les enceintes successives de Rome, de l'Antiquité aux temps modernes dont des portions de la muraille Servienne, découvertes à l'occasion d'un réexamen du document. Certains des vestiges archéologiques semblant mal s'accorder avec une construction remontant au VIe siècle av. J.-C., l'existence d'une enceinte continue édifiée à l'époque de Servius Tullius est pour la première fois mise en doute.
Paul Bigot réalise entre 1900 et 1942 plusieurs maquettes de Rome au IVe siècle, en plâtre verni (Plan de Rome). L'une d'elles, réalisée pour l'exposition universelle de 1937, est conservée à l'Université de Caen-Normandie ; plusieurs bâtiments qui figuraient sur la maquette d'origine ont probablement disparu ou ont été détériorés avant la restauration de 1995-1996. L'autre exemplaire préservé se trouve au musée Art et Histoire de Bruxelles. Bigot ne mentionne qu'à quelques reprises la muraille Servienne et la fait figurer, sur son plan, au niveau du forum Boarium mais ce secteur de l'enceinte est l'un des plus mal connus et la maquette n'est qu'une des représentations possibles.
En 1932, Gösta Säflund publie Le mura di Roma repubblicana: saggio di archeologia romana, objet de sa thèse de doctorat qui dresse l'état de l'art au sujet de la muraille Servienne, en compilant toutes les sources disponibles, littéraires, anciennes et modernes, ainsi qu'archéologiques ; cet ouvrage reste la base documentaire à laquelle se réfèrent toutes les publications ultérieures. Dans son travail toutefois, consacré à « la muraille de la Rome républicaine », l'auteur ne distingue pas chronologiquement les phases de construction et/ou de réfection de l'enceinte.

### Depuis le milieu des années 1960: approche plus scientifique et multidisciplinaire
En 1962, Aimé-Pierre Frutaz publie Le Piante di Roma, trois volumes de plans, de cartes et de documents photographiques qui traduisent l'évolution de la ville et de son urbanisation depuis le règne de la dynastie séverienne jusqu'à l'époque contemporaine ; les chercheurs qui étudient la muraille Servienne se réfèrent fréquemment à cette base documentaire.
Une nouvelle étude spécifique de la muraille Servienne est publiée en 1973 dans le catalogue d'une exposition tenue aux musées du Capitole de Rome en mai et juin de la même année et consacrée à la Rome médio-républicaine.
C'est dans plusieurs publications de 1974 à 1999, dont le Guide archéologique de Rome, que Filippo Coarelli reconsidère l'histoire et la topographie de Rome ; ses ouvrages et articles consacrent une large part à la muraille Servienne.
À la fin des années 2010, l'archéologue italienne Rita Volpe réexamine l'ensemble des données bibliographiques et, en y intégrant les plus récentes découvertes archéologiques survenues à la faveur de chantiers ponctuels dans la ville, propose une nouvelle vision de la muraille (chronologie précisée et tracé corrigé).

## La muraille Servienne auXXIesiècle: vestiges en mise en valeur

Vestiges connus de la muraille Servienne en 2008 :
vestige

- tracé connu
- vestige

### Mise en valeur difficile

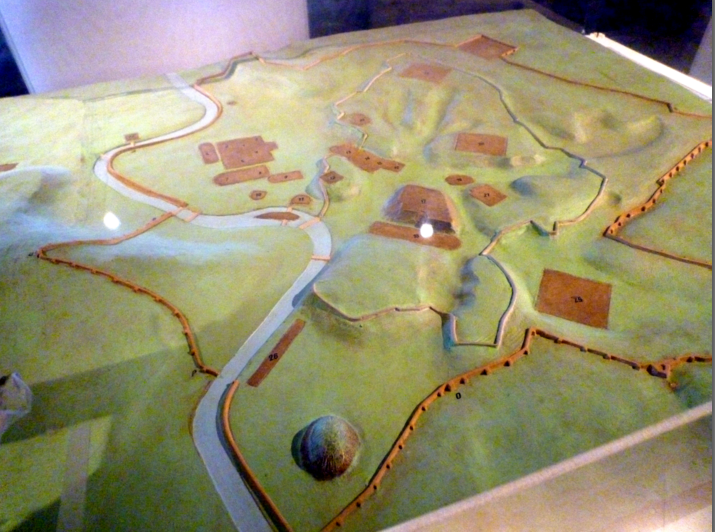
Plan des enceintes antiques de Rome (musée des murs).

Si de nombreux vestiges de l'enceinte existent toujours, la plupart ont été ré-enfouis après leur découverte et leur étude éventuelle. Ceux qui sont encore visibles du public sont parfois très fragmentaires. Tout un ensemble de facteurs rend extrêmement difficile une perception d'ensemble de l'enceinte : les vestiges sont parfois très éloignés les uns des autres ; les travaux de restauration qu'ils ont subis les ont souvent radicalement transformés ; intégrés à des constructions plus récentes, ils peuvent être mal discernables ; leur mise en valeur est souvent hétérogène même si plusieurs d'entre eux sont exposés sur le même type de soubassement de briques qui traduit la volonté d'assurer une certaine unité dans leur présentation ; les mentions sur les panneaux indicateurs sont parfois contradictoires d'un lieu à l'autre.
Une salle du musée des murs, installé dans l'une des portes du mur d'Aurélien, est consacrée à l'exposition de quatre maquettes des enceintes de Rome, tandis que le centre de la salle est occupé par un plan en relief de la ville figurant les deux murailles antiques (muraille Servienne et mur d'Aurélien).

### Vestiges en place
Au XXIe siècle, des parties de courtine en gros blocs de cappellaccio (tuf volcanique extrait des collines de Rome) caractéristiques sont encore visibles en divers points comme le Capitole et l'Aventin, mais la plupart des sections préservées datent de la reconstruction du IVe siècle av. J.-C. et des restaurations qui ont suivi. Ce sont ainsi plus de vingt sites sur lesquels des vestiges en place de l'enceinte sont recensés, pour la plupart regroupés dans la partie septentrionale de l'enceinte.
- Mur en tuf de Grotta oscura (attesté/restitué)
- Mur en cappellaccio (attesté/restitué)

Plan des vestiges à la gare de Rome-Termini :

La plus grande partie, conservée sur 94 m de long, est située juste devant l'entrée principale de Termini, la plus grande gare ferroviaire de Rome ; elle se trouve géographiquement sur le rebord sud-ouest du Quirinal. Constituée de blocs de tuf de Grotta oscura, elle se rattache à la courtine principale et comporte même, à son extrémité nord-ouest, les vestiges de la porte Viminale. Elle tourne sa face interne (côté ville) vers le parvis de la gare. Cette section est inscrite dans la liste des monuments nationaux italiens publiée en 1902, sous le nom « aggere di Servio Tullio ». D'autres vestiges sont laissés apparents dans un hall souterrain de la même gare ; en cappellaccio, ils appartiennent sans doute au mur de soutènement. Extérieurement, le profil ondulé de l'auvent de la gare répond aux ondulations de la crête du mur Servien voisin.
Une autre section d'une quarantaine de mètres de long sur la partie méridionale de l'Aventin, Via di Sant'Anselmo, inclut une arche pouvant être équipée d'une catapulte défensive. Bâtie en pierres de taille de tuf de l'Aniene, cette dernière est datée de la fin de la République — un vestige semblable sert de passage à un escalier intérieur du palazzo Antonelli,,. Des réfections en opus reticulatum effectuées au début de l'Empire témoignent de la récupération de ce mur pour y asseoir des bâtiments privés. À l'époque contemporaine, un jardin adossé au mur est un vestige de l'agger.
Des travaux suivis de fouilles dans les sous-sols de l'église Santa Sabina de Rome, sur l'Aventin, révèlent tout un ensemble de maçonneries antiques dont une partie est identifiée comme un vestige en place de la muraille Servienne dont les deux grandes phases de construction (rois étrusques et période républicaine), superposées, sont mises en évidence par Pierre Quoniam.

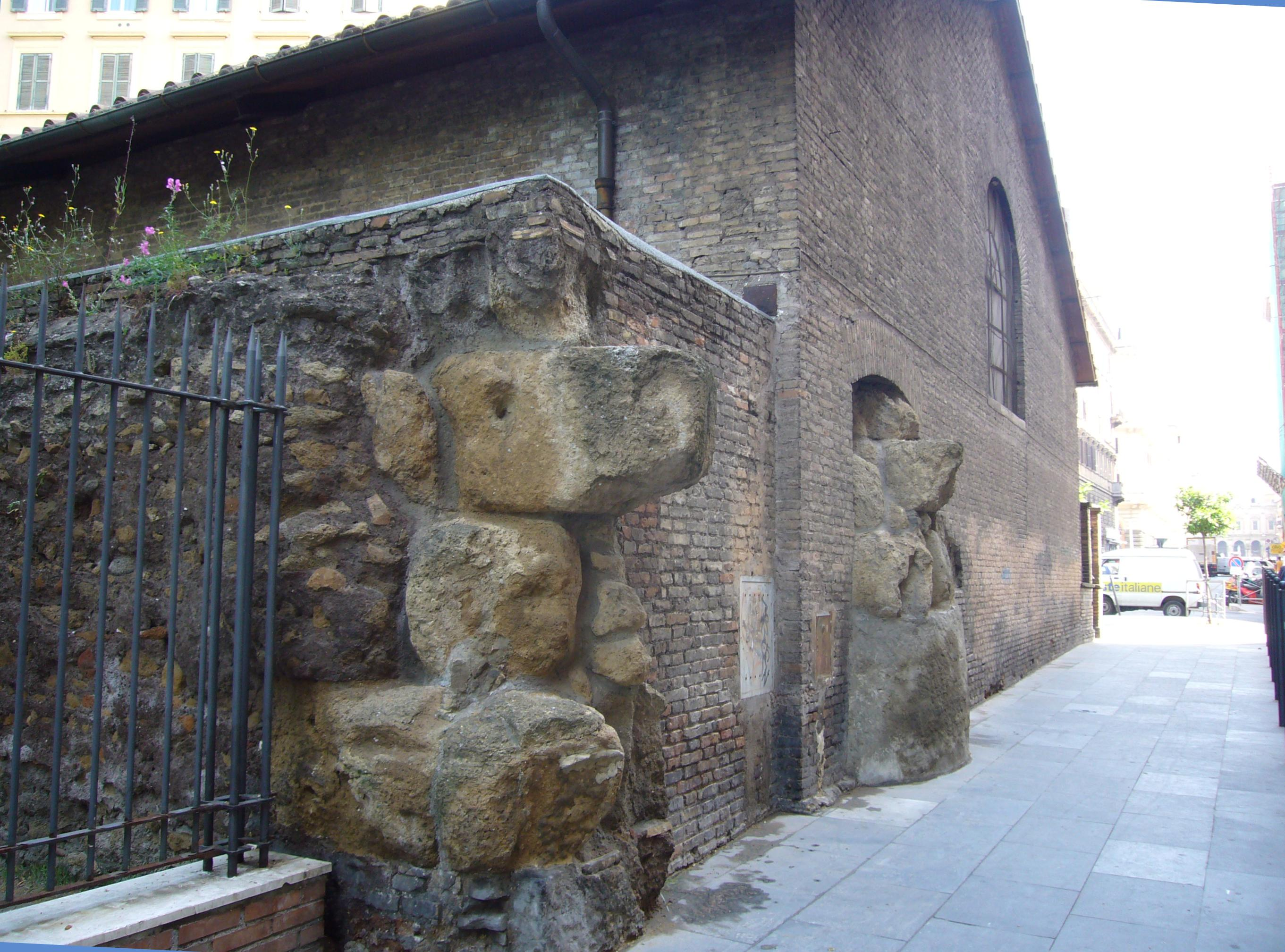
Vestiges dans les jardins de Mécène.
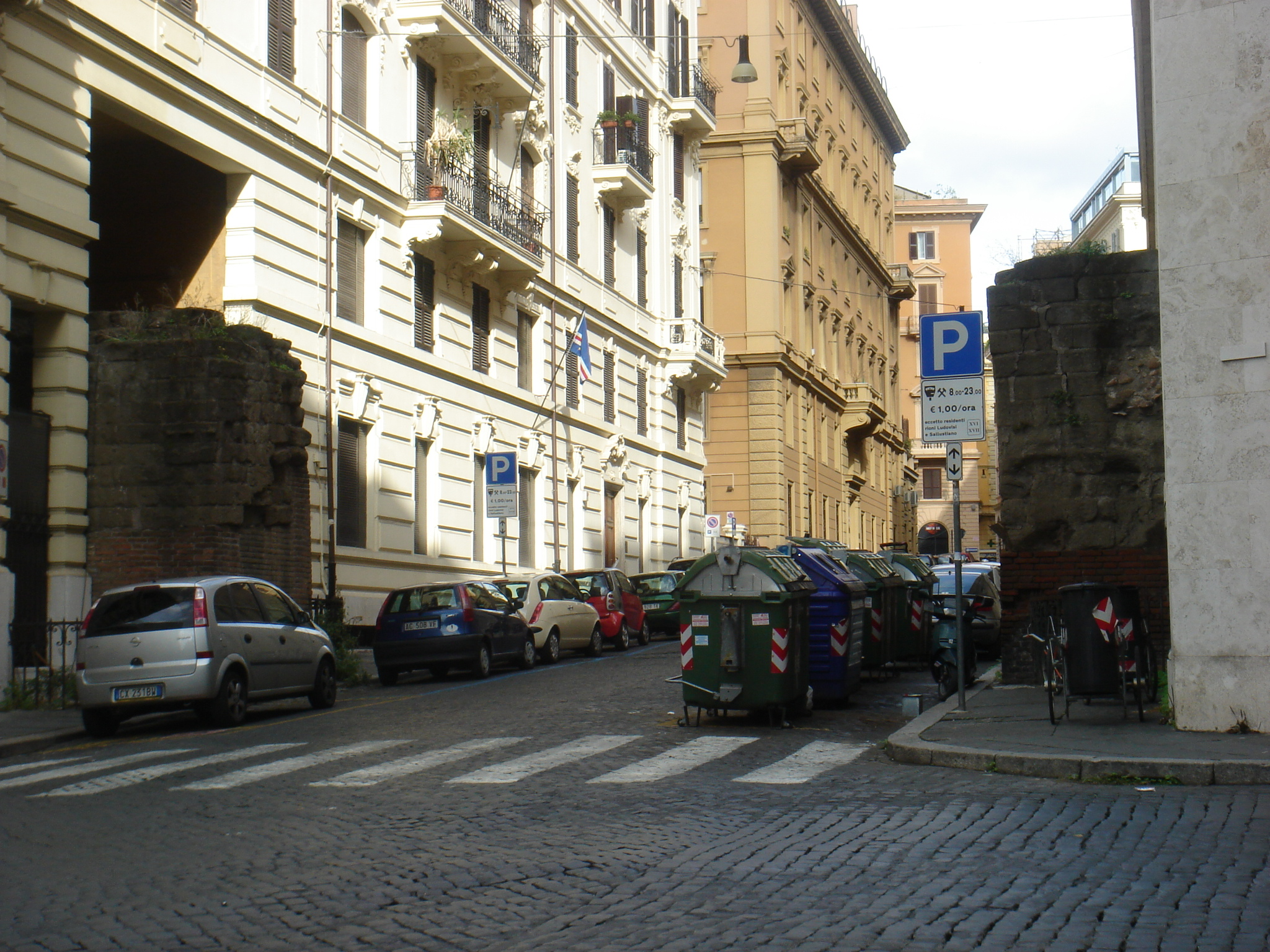
Muraille Servienne coupée par la percée de la Via Carducci en 1909[18].
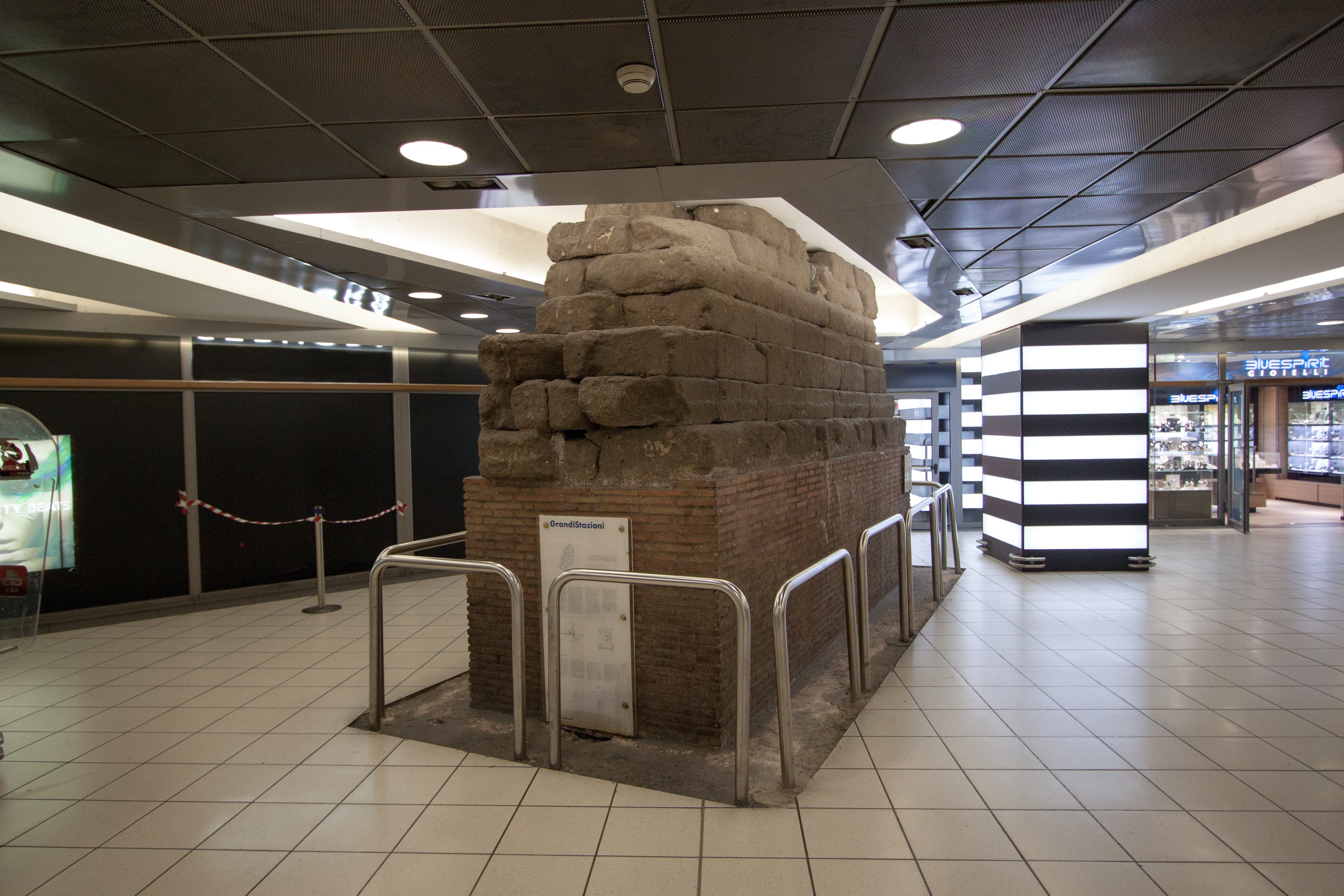
Blocs de cappellaccio au sous-sol de la gare de Rome-Termini.
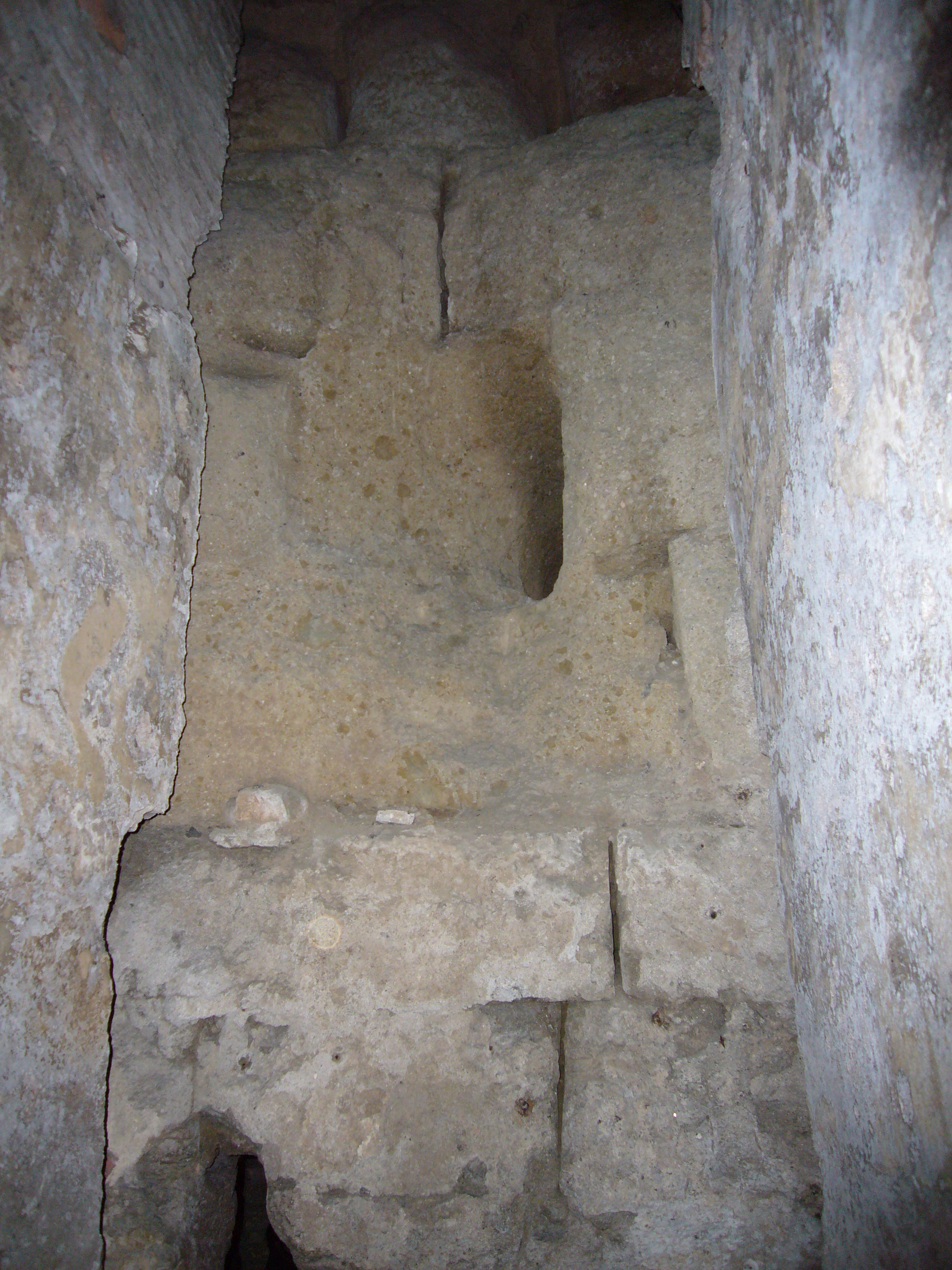
Sous-sol de l'église Santa Sabina de Rome[N 10].

### Remplois
- tracé connu
- remploi

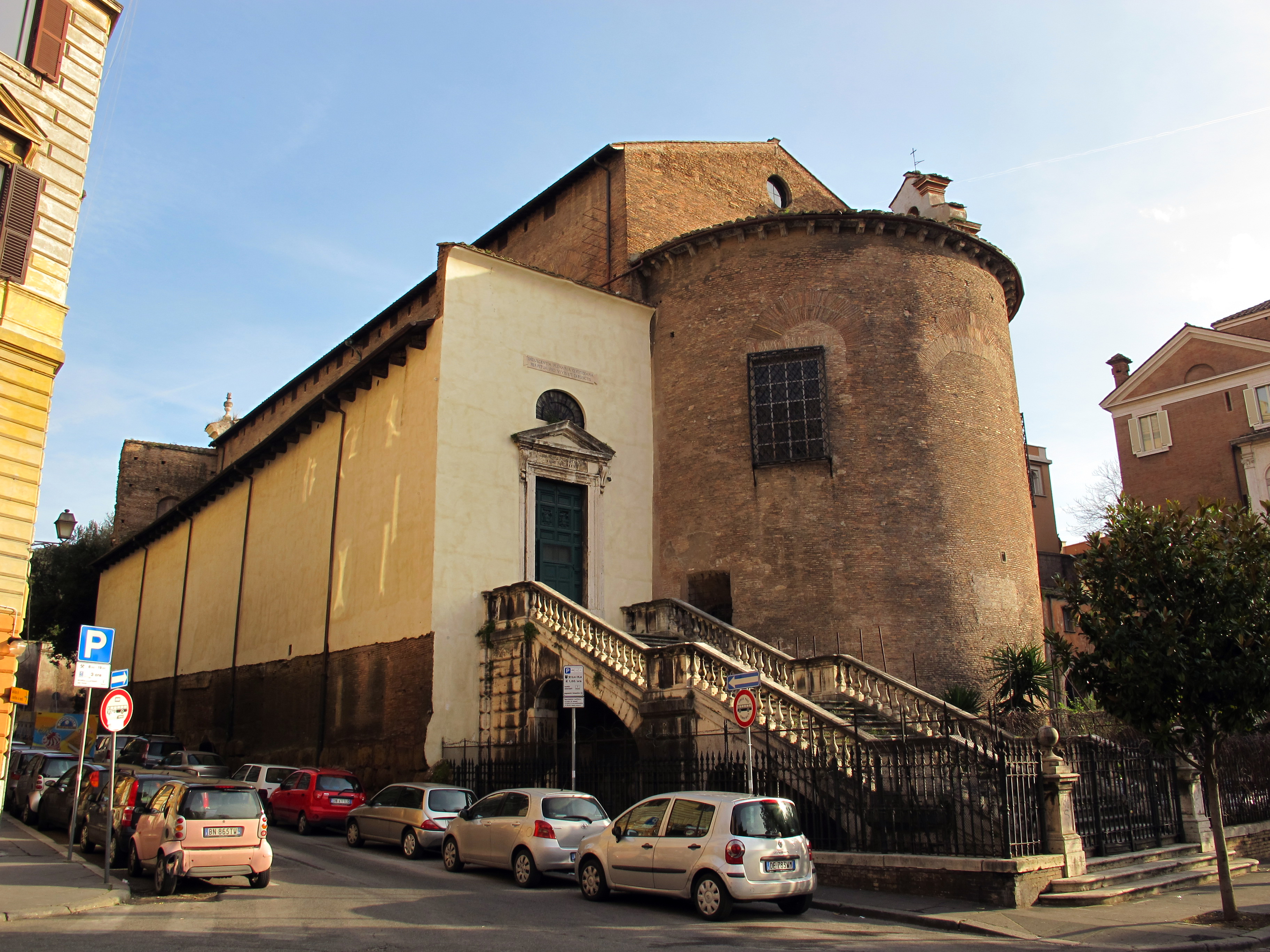
Blocs de remploi à la base d'un mur de la basilique Saint-Martin ai Monti.

Remplois de la Muraille Servienne :
remploi

Un autre type de vestiges de la muraille Servienne peut également se rencontrer : il s'agit de blocs manifestement récupérés sur l'enceinte en ruine, déplacés et réutilisés dans la construction d'un autre édifice lorsqu'ils ne sont pas employés dans la construction du mur de soutènement de l'agger.
C'est le cas d'assises de tuf de Grotta oscura retrouvées à la base du mur d'un bas-côté de la basilique Saint-Martin ai Monti. Cette église ne se trouve pas sur le tracé de l'enceinte et ces blocs sont liés au mortier quand la muraille Servienne n'en comporte pas : il s'agit sans aucun doute de remplois datant peut-être de la reconstruction de l'église sous le pontificat de Serge II entre 844 et 847.
De la même manière, le mur d'enceinte et certaines dépendances du monastère San Saba sont partiellement construits avec des remplois de la muraille Servienne.
Un inventaire des vestiges publié en 1998 mentionne quatre autres sites où la présence de blocs de cappellaccio peut être considérée comme une réutilisation des pierres après démontage de la muraille. Plus récemment, des blocs de tuf de Grotta oscura provenant probablement de la muraille Servienne sont identifiés dans une section du mur d'Aurélien.